# 62 Pułk Piechoty (II RP)
62 pułk piechoty (62 pp) – oddział piechoty Armii Wielkopolskiej i Wojska Polskiego II RP.

## Formowanie i zmiany organizacyjne
8 pułk Strzelców Wielkopolskich powstał w marcu 1919 w trakcie powstania wielkopolskiego z walczących na froncie jednostek ochotników z Pleszewa i Środy Wielkopolskiej oraz batalionu zapasowego 12. pułku strzelców. Część żołnierzy brała udział w walkach już od początku powstania w Poznaniu, to jest od 27 grudnia 1918 r.
17 stycznia 1920, po włączeniu Armii Wielkopolskiej w struktury Wojska Polskiego otrzymał numer „62”. 20 stycznia 1920 pułk zgodnie z postanowieniami traktatu wersalskiego wkroczył do Bydgoszczy. Następnie wziął udział w wojnie polsko-bolszewickiej, biorąc udział m.in. w walkach o Berdyczów oraz odnosząc samodzielne zwycięstwa w bitwach pod Glinianką i Zambrowem. Rocznicę walk o to miasto, przypadającą 26 kwietnia, ustanowiono świętem pułku.
W grudniu 1919 batalion zapasowy pułku stacjonował w Wągrowcu.

## Pułk w walkach o granice
25 kwietnia 1920 zgrupowana nad Słuczem 15 Wielkopolska Dywizja Piechoty przystąpiła do natarcia. Maszerowała po obu stronach linii kolejowej Szepetówka-Połonne-Berdyczów-Koziatyn.
Jej prawe skrzydło tworzyła grupa gen. Anatola Kędzierskiego w składzie 61. i 62 pułk piechoty. Grupa otrzymała zadanie działać w kierunku na Berdyczów.
26 kwietnia wielkopolskie pułki podeszły pod Berdyczów i zaatakowały dworzec kolejowy broniony przez oddziały 44 Dywizji Strzelców. Opór przeciwnika szybko złamano i do wieczora opanowano całe miasto.
Po opanowaniu Berdyczowa 62 pułk piechoty skierował się przez Koziatyn na Pikowiec. Pod Pastuchami pułk odciął odwrót wycofującej się z Berdyczowa, a eskortowanej przez pododdział 44 DS, sowieckiej kolumnie taborowej.
Po krótkiej wymianie strzałów zdemoralizowani czerwonoarmiści złożyli broń.
17 sierpnia dowódca 15 Dywizji Piechoty gen. Władysław Jung postawił zadanie, by 62 pułk piechoty wzmocniony 5 baterią 15 pułku artylerii polowej przegrupował się do Glinianki. Maszerujący w awangardzie I batalion por. Teofila Lorka osiągnął wieczorem Gliniankę. Jego 3 kompania zorganizowała ubezpieczenie postoju, a reszta batalionu zajęła kwatery w wiosce. Około 22.00 wieś zaatakowały, wycofujące się spod Warszawy, silne oddziały sowieckie. Zaskoczony batalion został wyparty z Glinianki, utracił cały tabor i dwa ckm-y.
Po uporządkowaniu pododdziałów dowódca I batalionu wyprowadził kontratak i odbił wioskę. Podczas szturmu poległ sierżant Jan Koper i 4 szeregowców. Godzinę później z dworu Glinianka wyszedł kolejny sowiecki atak i Polacy ponownie zostali wyparci z wioski. Porucznik Lorek obsadził 4 kompanią sierż. Michała Nowaka drogi prowadzące z Glinianki na wschód, a sam z resztą batalionu postanowił obejść wieś od południa i dołączyć do głównych sił pułku. Pod Glinianką pozostała także grupa piechurów z różnych pododdziałów. Oddział ten z własnej inicjatywy zajął stanowiska na północ od Glinianki i stąd ostrzeliwał nieprzyjaciela ogniem broni maszynowej. W tym czasie II i III batalion 62 pp zostały zatrzymane ogniem prowadzonym z dworu Glinianka. Dowódca 62 pp ppłk Władysław Grabowski wydał rozkaz natychmiastowego uderzenia na Gliniankę III batalionem i dwoma kompaniami II batalionu. Wzmocnił też swój I batalion oddziałem zwiadowców. W Woli Karczewskiej batalion por. Lorka zaatakował napotkany oddział sowieckiej kawalerii, rozproszył go i zadał mu poważne straty.
O świcie 18 sierpnia wieś i dwór Glinianka od zachodu zaatakowały siły główne 62 pułku piechoty. Atak poprzedziła nawała ogniowa dziewiętnastu ckm i 5 baterii 15 pułku artylerii polowej kierowana przez podporucznika Stefana Eitnera. W pierwszym rzucie uderzył III batalion porucznika Kazimierza Szcześniaka. Wykorzystując zamieszanie w szeregach nieprzyjaciela, dowódca I/62 pp por. Lorek uderzył na dwór od południa. Zaatakowani z dwóch stron Sowieci stawili słaby opór, a gdy w walce na bagnety Polacy zdobyli dwór i stojącą obok baterię, zaczęli masowo rzucać broń. Ubezpieczająca atak 4 kompania dopełniła okrążenia i z worka zdołały wydostać się nieliczne grupki czerwonoarmistów.

### Mapy walk pułku w 1920

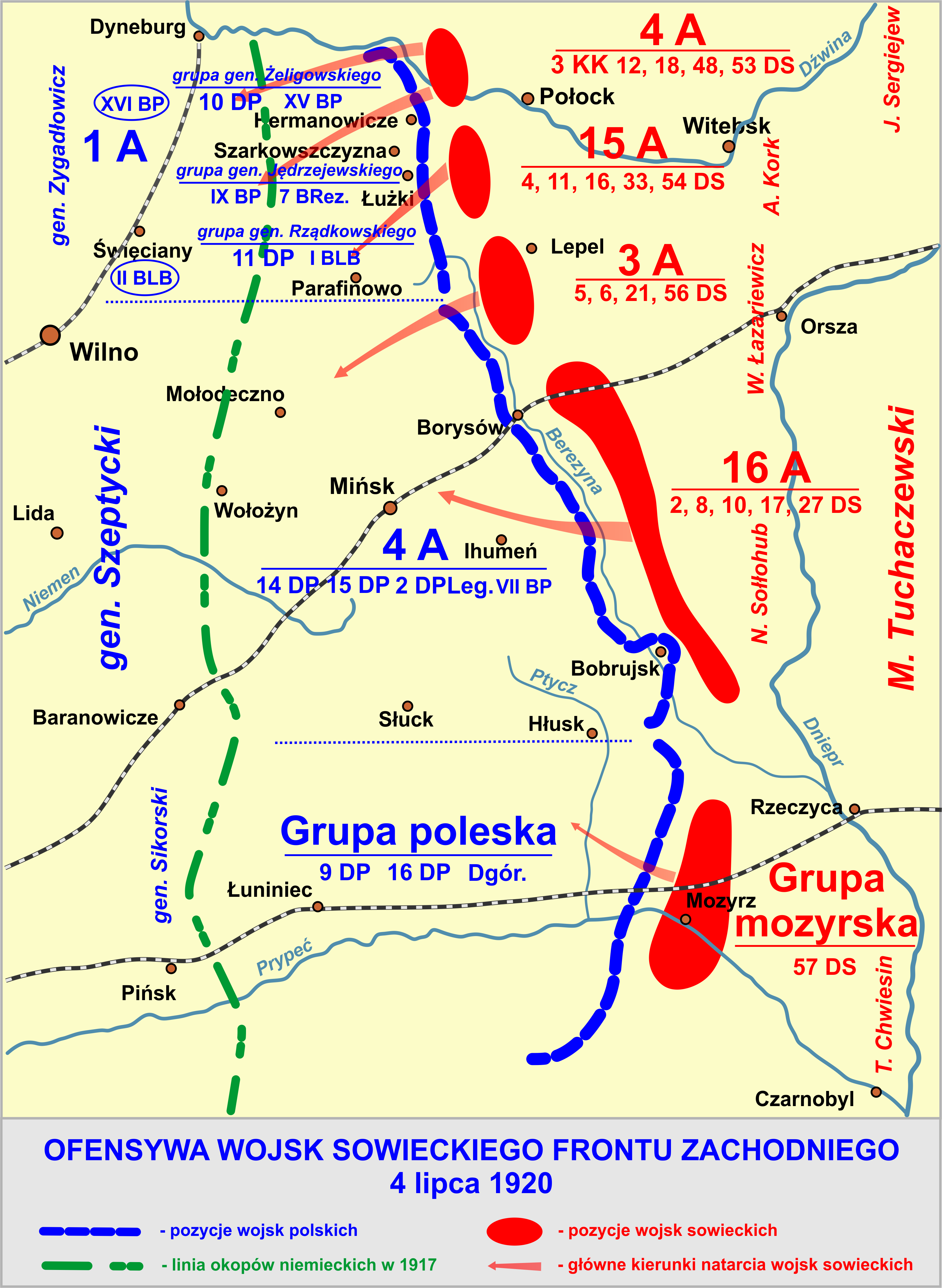
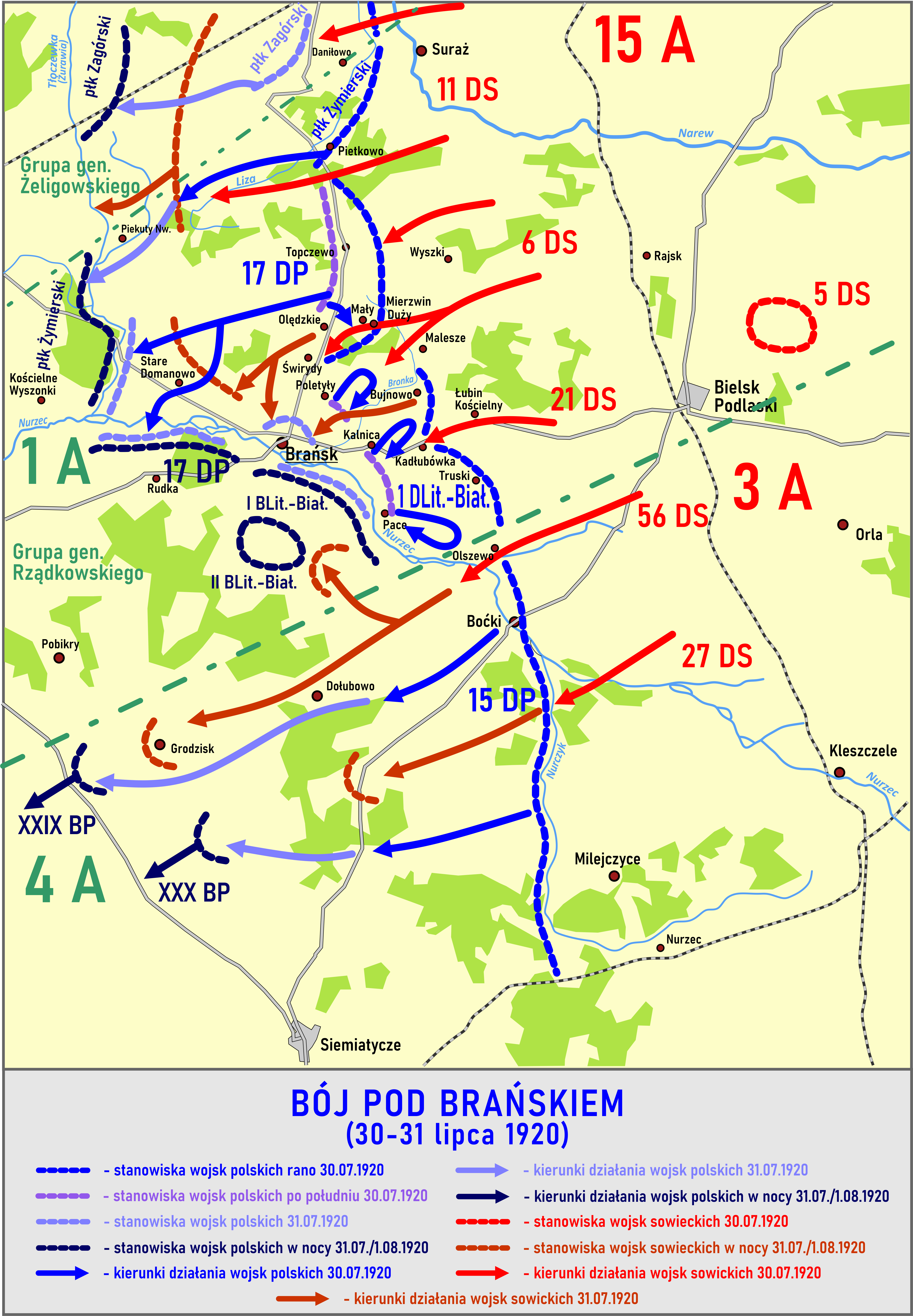
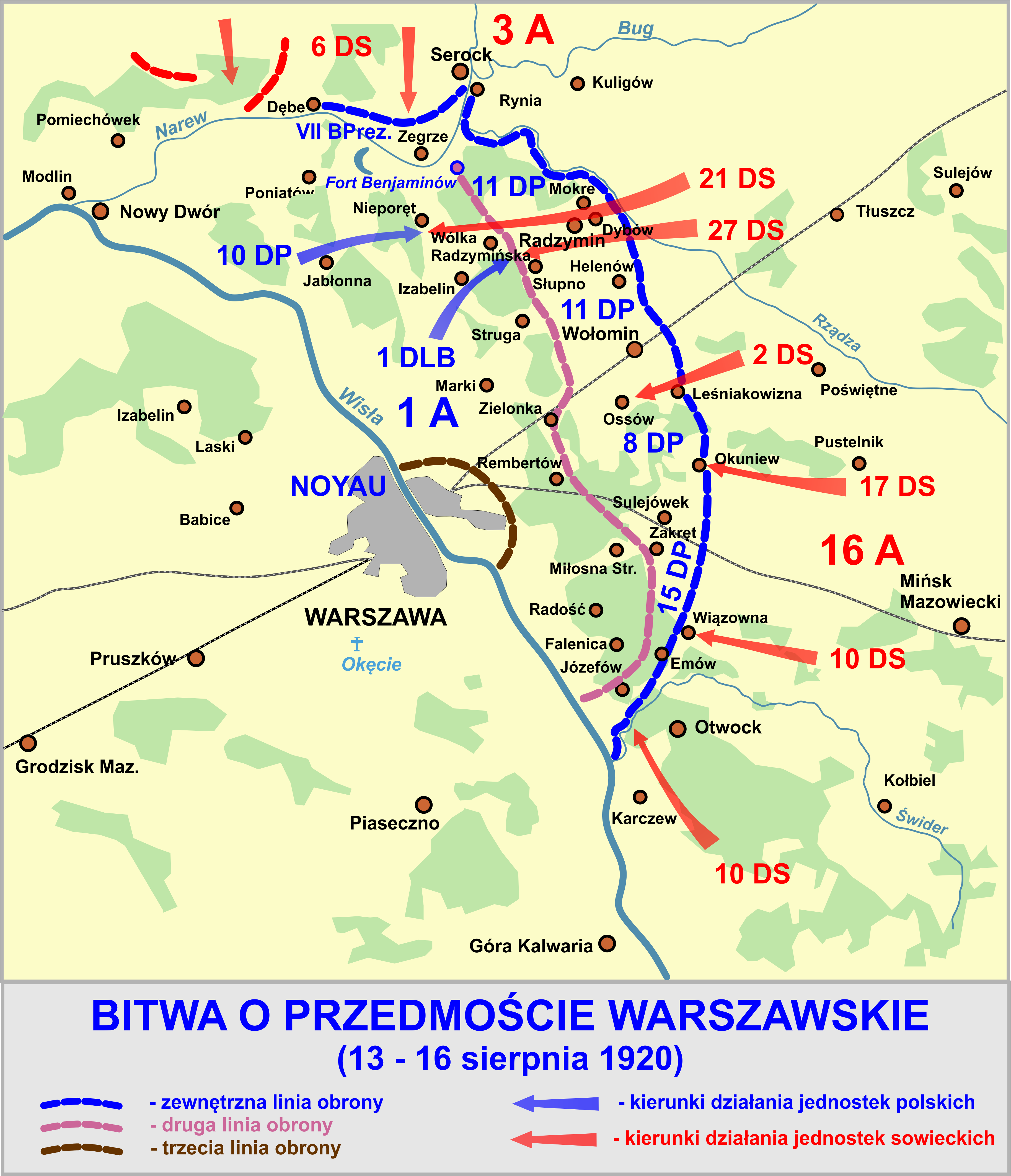
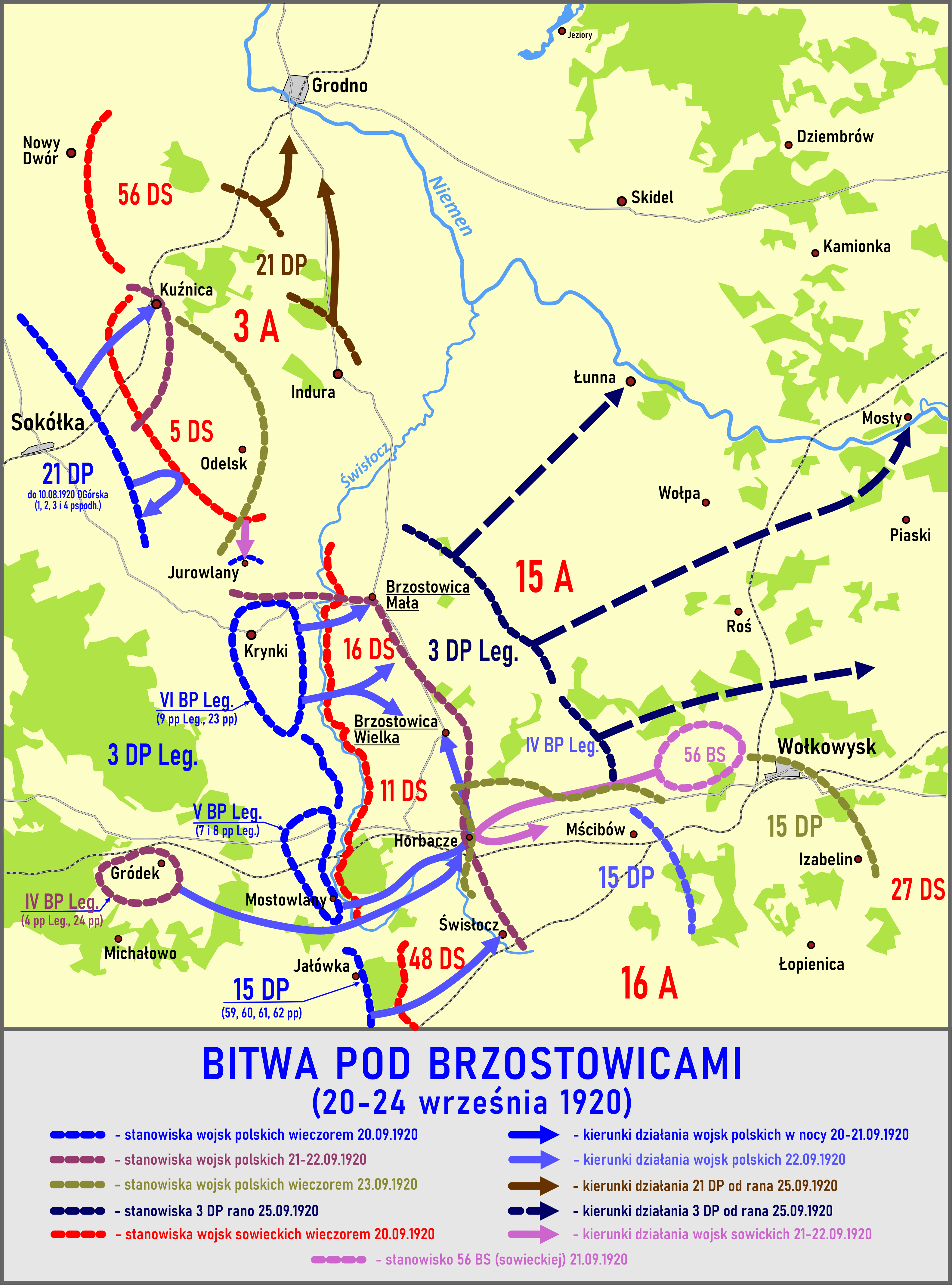
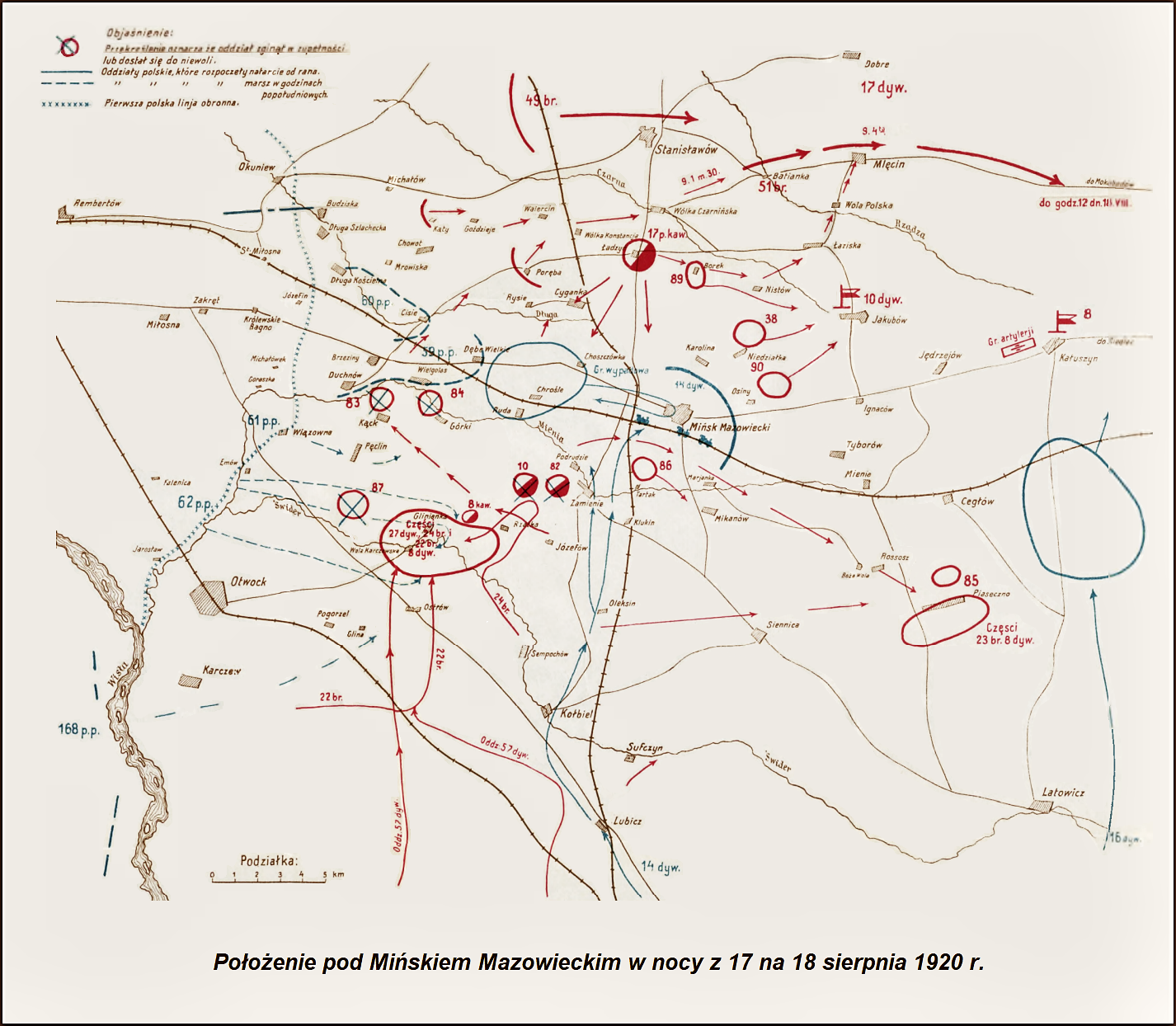
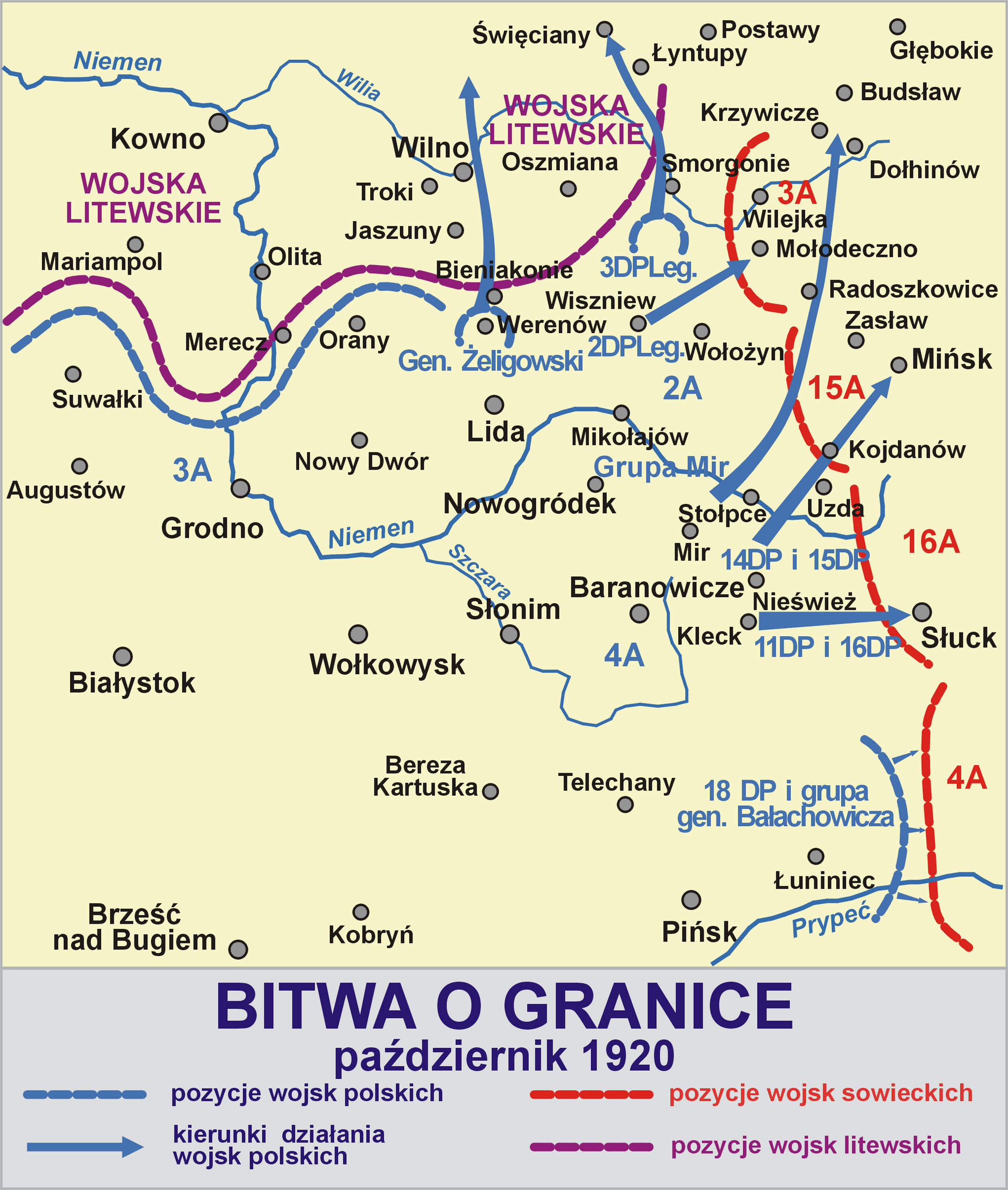

### Kawalerowie Virtuti Militari
| Odznaczeni Krzyżem Srebrnym Orderu Wojskowego Virtuti Militari za walki w latach 1919–1920 | Odznaczeni Krzyżem Srebrnym Orderu Wojskowego Virtuti Militari za walki w latach 1919–1920 | Odznaczeni Krzyżem Srebrnym Orderu Wojskowego Virtuti Militari za walki w latach 1919–1920 |
| ------------------------------------------------------------------------------------------ | ------------------------------------------------------------------------------------------ | ------------------------------------------------------------------------------------------ |
| chor. Julian Andjelewicz                                                                   | plut. Leon Binek                                                                           | sierż. Wacław Dąbkiewicz                                                                   |
| por. Stefan Eitner                                                                         | sierż. Stanisław Frańczak                                                                  | ppor. Marian Głowacki                                                                      |
| ppłk Władysław Grabowski                                                                   | kpr. Stanisław Gryborczyk                                                                  | szer. Stanisław Jordanowski                                                                |
| por. Adam Kowalczyk                                                                        | ppor. Kazimierz Kwieciński                                                                 | kpt. Teofil Lorek                                                                          |
| ppor. Stefan Mrozek                                                                        | por. Edward Pawłowski                                                                      | por. Stanisław Piękny                                                                      |
| kpr. Franciszek Sakwiński                                                                  | por. Maksymilian Sikorski                                                                  | por. Kazimierz Szcześniak                                                                  |
| ppor. Jan Sławiński                                                                        | plut. Franciszek Wasilewski                                                                |                                                                                            |

## Pułk w okresie pokoju

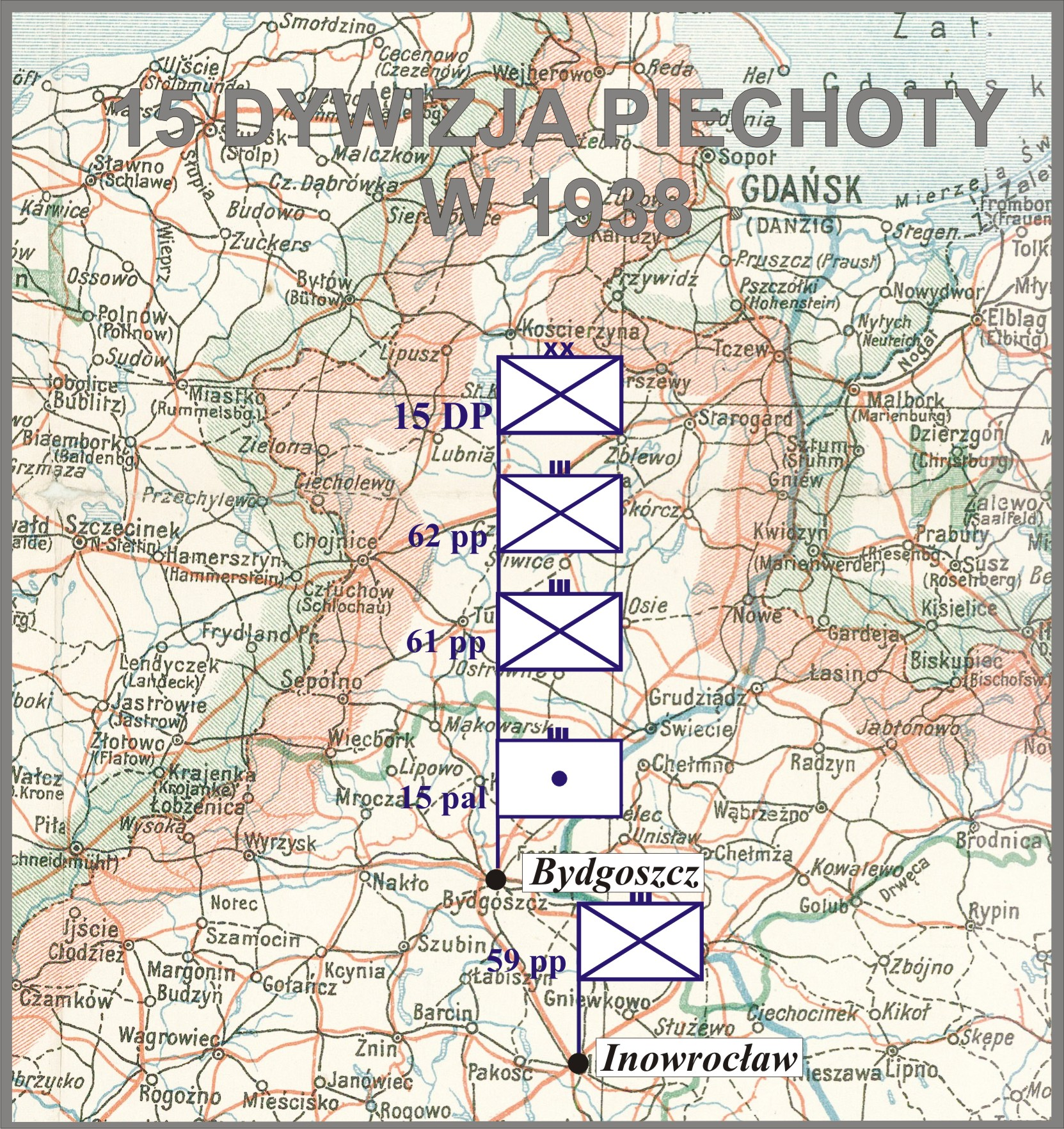
15 Dywizja Piechoty w 1938

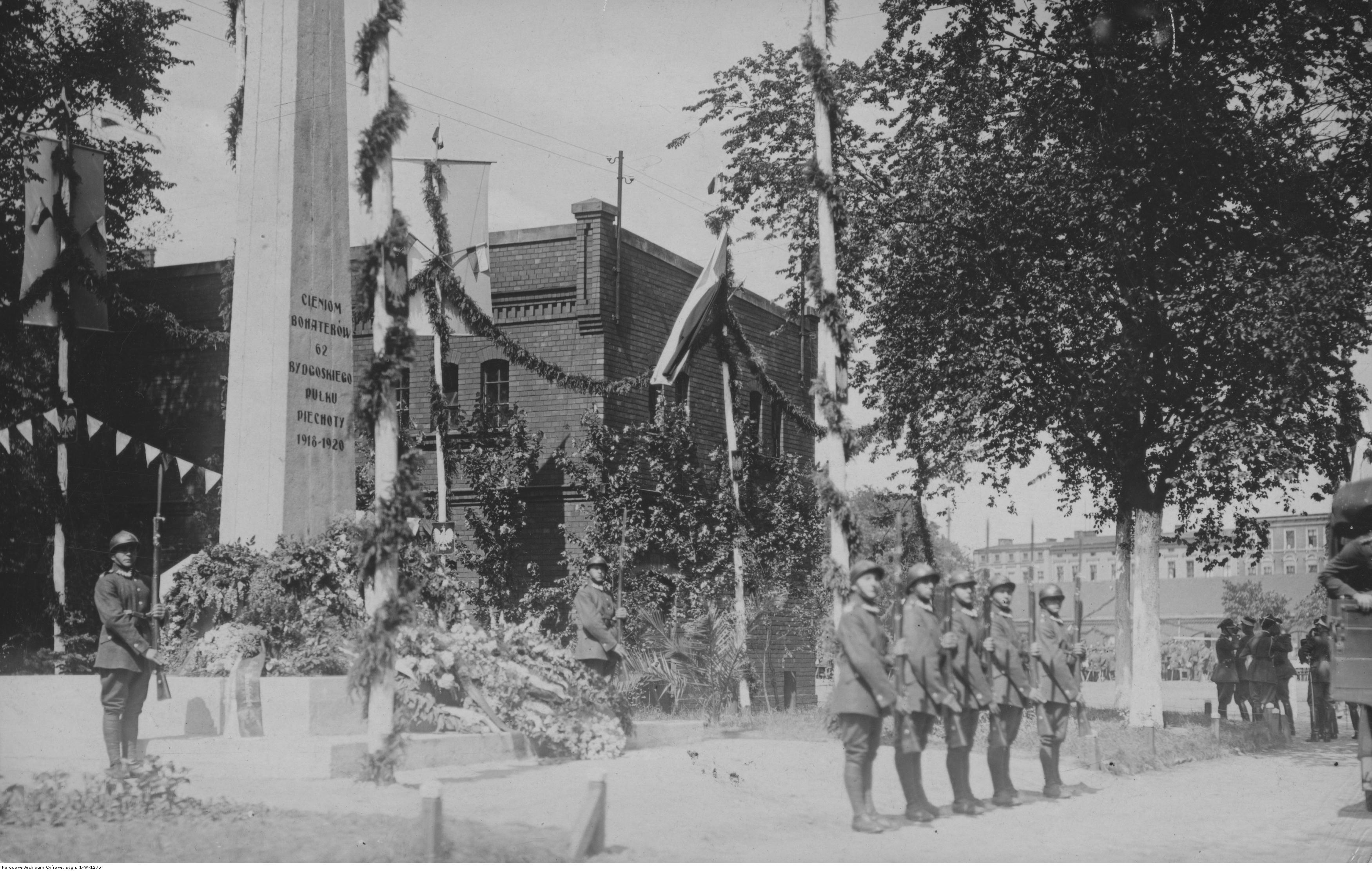
Odsłonięcie pomnika ku czci poległych żołnierzy 62 pp w Bydgoszczy; 1929.

Od 24 stycznia 1920 pułk stacjonował w garnizonie Bydgoszcz, w koszarach imienia generała Franciszka Ksawerego Rymkiewicza przy ul. Warszawskiej. Wchodził w skład 15 Dywizji Piechoty.
17 kwietnia 1924 roku na placu ćwiczeń w Jachcicach w czasie szkolenia w rzucaniu granatów ręcznych miał miejsce tragiczny w skutkach wypadek. Trzymany przez kaprala Antoniego Jóźwiaka granat przedwcześnie eksplodował. Podoficer zmarł po 10 minutach w wyniku doznanych obrażeń ciała.
19 maja 1927 roku Minister Spraw Wojskowych marszałek Polski Józef Piłsudski ustalił i zatwierdził dzień 21 sierpnia, jako datę święta pułkowego. Pułk obchodził swoje święto w rocznicę zdobycia Zambrowa w roku 1920. Po raz pierwszy święto obchodzono w 1921 roku.
30 marca 1936 minister spraw wojskowych na wniosek pułku zmienił datę święta pułkowego z dnia 21 sierpnia na dzień 26 kwietnia, w rocznicę bitwy pod Berdyczowem stoczonej w 1920. W 1936 z powodu żałoby narodowej pułk obchodził swoje święto „w ramach wewnętrznych”. W przeddzień święta, w koszarach pułku, na pomniku poległych odsłonięto tablicę z nazwiskami wszystkich poległych żołnierzy, ufundowaną przez oficerów rezerwy 62 pp.
Na podstawie rozkazu wykonawczego Ministerstwa Spraw Wojskowych do Departamentu Piechoty o wprowadzeniu organizacji piechoty na stopie pokojowej PS 10-50 z 1930 roku, w Wojsku Polskim wprowadzono trzy typy pułków piechoty. 62 pułk piechoty zaliczony został do typu II pułków piechoty (tzw. wzmocnionych). W każdym roku otrzymywał około 845 rekrutów. Stan osobowy pułku wynosił 68 oficerów oraz 1900 podoficerów i szeregowców. Na czas wojny przewidywany był do pierwszego rzutu mobilizacyjnego. W okresie zimowym posiadał dwa bataliony starszego rocznika i batalion szkolny, w okresie letnim zaś trzy bataliony strzeleckie. Jego stany były wyższe od pułku „normalnego” (typ I) o ok. 400-700 żołnierzy.
| Obsada personalna i struktura organizacyjna w marcu 1939 | Obsada personalna i struktura organizacyjna w marcu 1939 |
| Stanowisko                                               | Stopień, imię i nazwisko                                 |
| Dowództwo i kwatermistrzostwo                            | Dowództwo i kwatermistrzostwo                            |
| -------------------------------------------------------- | -------------------------------------------------------- |
| dowódca pułku                                            | ppłk Kazimierz Roman Heilman                             |
| I zastępca dowódcy                                       | ppłk Jan III Szewczyk                                    |
| adiutant                                                 | kpt. Wojciech Adam Nowak                                 |
| starszy lekarz                                           | mjr dr Julian Żyromski                                   |
| młodszy lekarz                                           | por. lek. Piotr Makarewicz                               |
| w dyspozycji dowódcy                                     | mjr kontr. Leon Makarewicz                               |
| II zastępca dowódcy (kwatermistrz)                       | mjr Jan I Gawroński                                      |
| oficer mobilizacyjny                                     | kpt. Kazimierz Rogoziewicz                               |
| zastępca oficera mobilizacyjnego                         | kpt. Tadeusz Romanowski                                  |
| oficer administracyjno-materiałowy                       | kpt. Roman Michoń                                        |
| oficer gospodarczy                                       | kpt. int. Stanisław Maruniak                             |
| oficer żywnościowy                                       | chor. Jan Drgas                                          |
| oficer taborowy                                          | kpt. Władysław Lucjan Lindner                            |
| kapelmistrz                                              | kpt. adm. Stanisław IV Grabowski                         |
| dowódca plutonu łączności                                | kpt. Stanisław Stawski                                   |
| dowódca plutonu pionierów                                | por. Stefan Tarno                                        |
| dowódca plutonu artylerii piechoty                       | kpt. art. Henryk Jan Rysy                                |
| dowódca plutonu ppanc.                                   | ppor. Łukasz Konrad Ciepliński                           |
| dowódca oddziału zwiadu                                  | ppor. Jan Stachowiak                                     |
| I batalion                                               |                                                          |
| dowódca batalionu                                        | mjr Gustaw Sroczyński                                    |
| dowódca 1 kompanii                                       | kpt. Jan Kozłowski                                       |
| dowódca plutonu                                          | por. Brunon Józef Westphal                               |
| dowódca plutonu                                          | ppor. Władysław Bąkowski                                 |
| dowódca 2 kompanii                                       | kpt. Stefan Dońcew                                       |
| dowódca plutonu                                          | por. Aleksander Ludwik Braciszewicz                      |
| dowódca plutonu                                          | ppor. Adam Marian Kosicki                                |
| dowódca 3 kompanii                                       | por. Jan Czesław Jeżewski                                |
| dowódca plutonu                                          | ppor. Jerzy Diaczyszyn                                   |
| dowódca 1 kompanii km                                    | kpt. Jan Antoni Murkociński                              |
| dowódca plutonu                                          | por. Zbigniew Hołyszewski                                |
| dowódca plutonu                                          | ppor. Kazimierz Piątkowski                               |
| II batalion                                              |                                                          |
| dowódca batalionu                                        | mjr Wojciech Antoni Gniadek                              |
| dowódca 4 kompanii                                       | kpt. Romuald Aleksander Sokoliński                       |
| dowódca plutonu                                          | ppor. Fryderyk Leopold Fischer                           |
| dowódca plutonu                                          | ppor. Mieczysław Wieczorek                               |
| dowódca 5 kompanii                                       | kpt. Czesław Teofil Ciechoński                           |
| dowódca plutonu                                          | ppor. Gwidon Józef Hadrych                               |
| dowódca plutonu                                          | ppor. Władysław Witek                                    |
| dowódca 6 kompanii                                       | kpt. Władysław Liniarski                                 |
| dowódca plutonu                                          | por. Mieczysław Sylwester Łukasik                        |
| dowódca plutonu                                          | ppor. Ludwik Matuszewski                                 |
| dowódca 2 kompanii km                                    | kpt. Bolesław Rassalski                                  |
| dowódca plutonu                                          | por. Lucjan Kühn                                         |
| III batalion                                             |                                                          |
| dowódca batalionu                                        | ppłk Stanisław Boehm                                     |
| dowódca 7 kompanii                                       | kpt. Bronisław Brzeziński                                |
| dowódca plutonu                                          | por. Leon Szyjkowski                                     |
| dowódca plutonu                                          | ppor. Ryszard Mieczysław Goc                             |
| dowódca plutonu                                          | ppor. Edmund Wiznerowicz                                 |
| dowódca 8 kompanii                                       | por. Kazimierz Bronisław Ortyl                           |
| dowódca plutonu                                          | chor. Marian Dębosz                                      |
| dowódca 9 kompanii                                       | kpt. Tadeusz Leopold Miedzianowski                       |
| dowódca plutonu                                          | ppor. Józef Andrzejewski                                 |
| dowódca 3 kompanii km                                    | mjr Wojciech Krajewski                                   |
| dowódca plutonu                                          | por. Kazimierz Stefan Orłowski                           |
| dowódca plutonu                                          | por. Lucjan Markiewicz                                   |
| na kursie                                                | por. Antoni Edward Pawecki                               |
| w szpitalu                                               | kpt. adm. (piech.) Józef II Drozd                        |
| Dywizyjny Kurs Podchorążych Rezerwy 15 DP                |                                                          |
| dowódca                                                  | mjr Kazimierz Kruczkowski                                |
| dowódca plutonu strzeleckiego                            | por. Rudolf Franciszek Fischer                           |
| dowódca plutonu strzeleckiego                            | por. Aleksander Czesław Majorek                          |
| dowódca plutonu strzeleckiego                            | ppor. Józef Kwit (61 pp)                                 |
| dowódca plutonu km                                       | por. Ludwik Marian Diehl (61 pp)                         |
| 62 obwód przysposobienia wojskowego „Kcynia”             |                                                          |
| kmdt obwodowy PW                                         | mjr piech. Władysław III Pawłowski                       |
| kmdt powiatowy PW Kcynia                                 | kpt. adm. (piech.) Jan Kaperek(*)                        |
| kmdt powiatowy PW Szubin                                 | kpt. piech. Michał Olisiewicz(*)                         |
| kmdt powiatowy PW Żnin                                   | kpt. adm. (piech.) Jan Curzytek(*)                       |
| kmdt powiatowy PW Chodzież                               | kpt. adm. (piech.) Leon Wojtyniak(*)                     |
| kmdt powiatowy PW Wągrowiec                              | kpt. piech. Stefan Wałajtys                              |

## 62 pp w kampanii wrześniowej

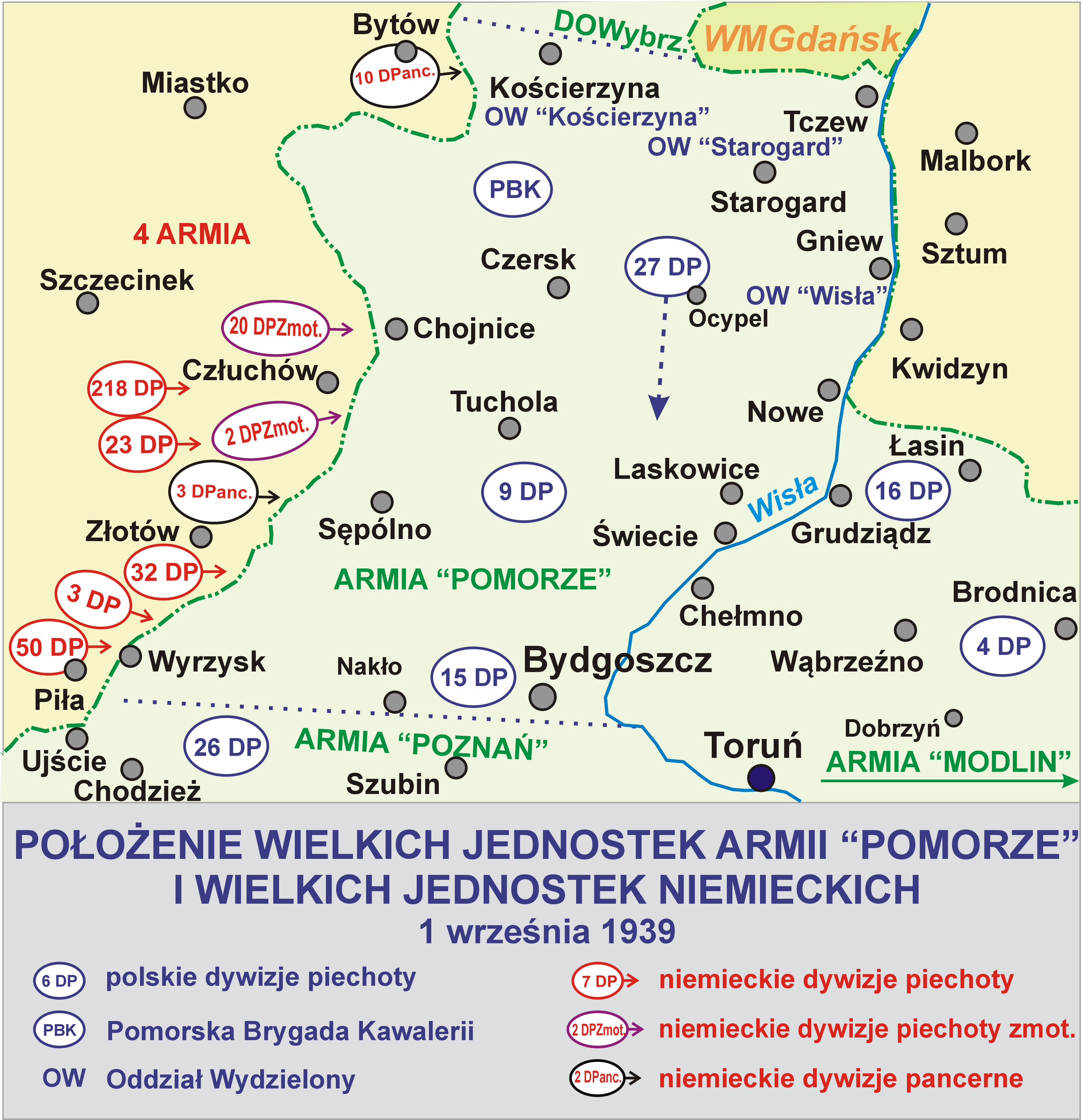
Pułk walczył w składzie 15 DP

Bój o przedmoście bydgoskie

### Mobilizacja
W związku z narastającym zagrożeniem polityczno-wojskowym ze strony III Rzeszy Niemieckiej, 23 marca 1939 w wyznaczonych jednostkach Okręgów Korpusów nr IX i częściowo nr IV zarządzono mobilizację alarmową. Na terenie OK nr VIII, jako przygranicznego również zwiększono gotowość bojową poprzez powołanie części rezerwistów na dodatkowe ćwiczenia, zwiększając przy tym stany osobowe jednostek piechoty w rejonach pogranicznych. Rozkazem dowódcy OK VIII również wzmocnienie stanów osobowych dotyczyło 62 pułku piechoty jak i całej 15 Dywizji Piechoty. Wzmocnienie odbyło się drogą rotacyjnego powołania rezerwistów na kilkutygodniowe ćwiczenia. Zorganizowano jako „ćwiczebne” na etatach wojennych batalion piechoty, pluton kolarzy, pluton pionierów, pluton przeciwpancerny i jeden działon artylerii piechoty. W składzie 62 pp z początkiem kwietnia 1939 zmobilizowano II batalion piechoty pod dowództwem mjr. Wojciecha Gniadka. 27 kwietnia II/62 pp odszedł do miejscowości Mochle, gdzie podjął działania osłonowe garnizonu Bydgoszcz. Prowadził w tym rejonie szkolenie oraz prace fortyfikacyjne. W lipcu w ramach rotacji kontyngentu rezerwistów otrzymał pełny stan osobowy przewidziany w etacie wojennym. W połowie maja został podobnie zmobilizowany I batalion pułku jako kolejna jednostka ćwiczebna pod dowództwem kpt. Jana Murkocińskiego. W czerwcu I/62 pp odszedł do rejonu Tryszczyna, gdzie prowadził szkolenie i prace fortyfikacyjne.
Rano 24 sierpnia 1939 w Bydgoszczy 62 pułk piechoty rozpoczął mobilizację alarmową w grupie niebieskiej, w wyniku czego zmobilizowano:
- 62 pułk piechoty w organizacji i na etatach wojennych, w czasie od A+18 do A+36,
- dowództwo i pododdziały specjalne 208 pułku piechoty (organa kwatermistrzowskie, kompanie: gospodarczą, zwiadowczą, przeciwpancerną typ II, plutony: łączności, pionierów, przeciwgazowy) na bazie dowództwa Pomorskiej Brygady Obrony Narodowej, w czasie A+40[30],

w Kcyni: 
- dowództwo batalionu piechoty typ specjalny nr 83, w czasie A+24,
- plutony: zwiadowców i pionierów, batalionu piechoty typ spec. nr 83, w czasie A+24,
- 1 kompania strzelecka, batalionu piechoty typ spec. nr 83, w czasie A+24,
- kompania karabinów maszynowych i broni towarzyszących, batalionu piechoty typ spec. nr 83, w czasie A+24,

w Szubinie:
- 2 kompanię strzelecką b piech. typ. spec nr 83, w czasie A+18,

w Chodzieży:
- 3 kompanię strzelecką b piech. typ spec. nr 83, w czasie A+18,

w Bydgoszczy
- kompanię asystencyjną nr 182, w czasie A+44,
- kompanię kolarzy nr 82, w czasie A+44,
- samodzielną kompanię karabinów maszynowych i broni towarzyszących nr 82, w czasie A+48.

W ramach I rzutu mobilizacji powszechnej, zmobilizowano w terminie do 4 dni:
- batalion marszowy 62 pp
- uzupełnienie marszowe samodzielnej komp. km i br. tow. nr 82,
- uzupełnienie marszowe komp. kolarzy nr 82[31].

Z chwilą ogłoszenia mobilizacji na rozkaz dowódcy 15 DP gen. bryg. Zdzisława Przyjałkowskiego oba bataliony „ćwiczebne” zajęły stanowiska osłonowe na Kanale Noteckim i oraz w rejonie miejscowości Pawłówek, Osówiec, Szczutki. Bataliony miały osiągnąć pełną gotowość bojową, do obu batalionów wysłano uzupełnienia osobowe oraz broń i sprzęt, w tym karabiny przeciwpancerne. Dosłano również brakujące konie i wozy taborowe. W dotychczas zajmowanych rejonach kończyły swoją mobilizację. Dowództwo I batalionu objął kpt. Władysław Liniarski. Mobilizacja III batalionu odbywała się w szkole przy ul. Grunwaldzkiej, 27 sierpnia o godz. 8.30 III/62 pp złożył przysięgę wojskową. 27 sierpnia po południu i wieczorem 62 pp przeszedł w rejony wyczekiwania. Rano 28 sierpnia znalazł się w rejonie wyczekiwania: dowództwo pułku w rejonie Wtelno, Nowa Ruda, folwark Wtelno. I/62 pp Trzemiętówko, folwark Piotrówka, Nowaczkowo, Chmielewo. II/62 pp Mochle, Szczutki. III/62 pp Sicienko, Wojnowo. Pułk prowadził prace fortyfikacyjne, zajęcia szkoleniowe, kończył prace organizacyjne. Wieczorem 31 sierpnia 62 pp opuścił rejony wyczekiwania i zajął pozycje obronne.

### Działania bojowe

#### Walki osłonowe w rejonie Bydgoszczy
O świcie 1 września 62 pp zajął stanowiska obronne na pozycji ryglowej „przedmościa bydgoskiego” siłami: III/62 pp na odcinku Trzemiętowo-wzg. Trzemiętowo, I/62 pp na odcinku wzg. Trzemiętowo-Wtelno. dowództwo z pododdziałami specjalnymi w Wtelnie. Na głównej pozycji obronnej „przedmościa bydgoskiego” zajął stanowisk II/62 pp na odcinku Szczutki-Tryszczyn. W ciągu dnia na przedpolu pozycji ryglowej pojawiły się niemieckie patrole rozpoznawcze z 50 DP.
2 września rano kompania zwiadu 62 pp prowadziła w kierunku na Trzemiętowo-Gliszcz-Samsieczno. O godz.11.00 niemieckie lotnictwo zbombardowało miejsce postoju dowództwa 62 pp we wsi Wtelno. Z uwagi na przełamanie obrony polskiej na linii jezior byszewskich dowódca 15 DP zmuszony był wycofać z umocnionej pozycji ryglowej część sił 62 pp i przenieść w rejon słabo ufortyfikowany na północnym odcinku „przedmościa bydgoskiego”, na prawo od stanowisk 61 pułku piechoty. Po południu niemiecki oddział rozpoznawczy ze 122 pp rozpoznawał walką pozycje III batalionu 62 pp w rejonie Wojnowa. Stanowiska 8 i 9 kompanii strzeleckich ostrzelała niemiecka artyleria, następnie silny atak nastąpił na stanowiska 9 kompanii strzeleckiej. Wobec odparcia niemieckiego natarcia piechota niemiecka wycofała się w kierunku Sicienka. O godz.19.15 62 pp bez batalionu otrzymał rozkaz obsadzenia odcinka od wzg. 108,9-Tryszczyn-skraj lasu na południe od Łącznica.
Od świtu 3 września 62 pp zajął stanowiska obronne: II batalionem od wzg. 108,9 przez Szczutki do lasu Tryszczyn, I batalionem od lasu Tryszczyn przez Tryszczyn do rzeki Brdy, III batalion w odwodzie w rejonie Łącznica, Bożenkowo. Dowództwo pułku w Smukale Górnej. Około godz. 10.00 rozpoczęła się w Bydgoszczy zorganizowana akcja dywersyjna mająca na celu zdezorganizowanie działań obronnych Wojska Polskiego. Do akcji przeciwko dywersantom został skierowany batalion marszowy 62 pp pod dowództwem kpt. Aleksandra Mamunowa. O godz.10.30 na pozycje II/62 pp uderzył niemiecki 123 pp z rejonu Sicienka, po odrzuceniu ubezpieczeń niemieckie natarcie dotarło do okolic wsi Mochle, gdzie w ogniu broni maszynowej II batalionu i ostrzale haubic z III dywizjonu 15 pułku artylerii lekkiej niemieckie natarcie zatrzymano i zmuszono do wycofania się. Strona niemiecka pozostawiła na przedpolu elementy ubezpieczenia własnych pozycji. O godz.13.00 natarcie niemieckiego 121 pp wyruszyło przez Wtelno z zamiarem obejścia Tryszczyna, sforsowania Brdy w rejonie Łącznicy i Bożenkowa. Niemieckie natarcie z manewrem obejścia obrony I/62 pp dostało się pod czołowy ostrzał II/62 pp oraz flankowy I/62 pp. Kolejne dwa natarcia niemieckiego 121 pp również załamały się w ogniu obu batalionów 62 pp i skutecznym ostrzale 15 pal i 15 dywizjonu artylerii ciężkiej. Wieczorem niemiecki 121 pp próbował atakować pozycje 62 pp wzdłuż szosy Koronowo-Bydgoszcz, skuteczny ostrzał niemieckich kolumn prowadzony przez II i III dywizjony 15 pal i 15 dac rozbiły niemieckie kolumny przegrupowujące się szosy z Koronowa do Bydgoszczy w rejonie wsi Tryszczyna. Niemiecka piechota przeszła do obrony we wsi Wtelno. Po południu oddziały niemieckie przełamały obronę słabego 23 pułku piechoty 27 Dywizji Piechoty na północnym odcinku „przedmościa bydgoskiego”. Z obawy dowództwa Armii „Pomorze” przed okrążeniem jednostek 15 DP i 27 DP, zgodnie z rozkazem pułk wycofał się nocą 3/4 września z „przedmościa bydgoskiego”.
15 DP otrzymała rozkaz wycofania się z przedmościa i zamknięcia kierunków na Inowrocław i Solec Kujawski zajęcia obrony w oparciu o południowy brzeg Kanału Bydgoskiego i Brdy, na odcinku folwark Żółwin-Kanał Notecki. Przechodzące oddziały zostały ostrzelane przez dywersantów niemieckich na przedmieściach jak i w samym mieście. Nocą 3/4 września 62 pp prowadził marsz poprzez Tryszczyn, Opławiec, Czyżnówko, most koronowski. Pułk rozpoczął schodzenie z linii bojowej od godz.21.00 maszerował przez miasto. II batalion podczas marszu stoczył walki z niemieckimi dywersantami, niszcząc grupy dywersyjne w rejonie ul. Koronowskiej, kościoła ewangelickiego na Szwederowie. III batalion maszerował przez Bydgoszcz ulicami Grunwaldzką, Nowy Rynek, Zbożowy Rynek, Kujawską był wielokrotnie ostrzeliwany przez niemieckich dywersantów. Rano 4 września 62 pp zajął obronę wzdłuż rzeki Brdy od styku z I batalionem 61 pp do rejonu Bartodzieje. Poszczególne bataliony pułku zajęły obronę w rejonach obrony: I/62 pp od kasyna oficerskiego 62 pp przy ul. Focha, do kościoła przy ul. Toruńskiej w Bartodziejach. III/62 pp od kasyna do IV śluzy na Brdzie, II/62 pp w rejonie obrony Szwederowo-wzg. Dąbrowskiego z zadaniem dozorowania mostów na Brdzie w centrum Bydgoszczy. Dowództwo pułku stanęło w lesie Bielice.
Po południu dowódca 15 DP otrzymał rozkaz od dowódcy armii wycofania dywizji na rubież obronną poza Bydgoszcz Solec Kujawski-Jezioro Jezuickie. Zadaniem dywizji była obrona pasa Łęgnowo-Jezioro Jezuickie-Kobylarnia-Kanał Notecki. Pas obrony dywizji został podzielony na odcinki. 62 pp przegrupował się nocą 4/5 września i zajął odcinek „Środkowy” do obsady odcinka włączone zostały pododdziały 6 batalionu km i br. tow. w postaci 2 kompanii km i br. tow. i kompanii strzeleckiej, kompanii saperów z 15 batalionu saperów oraz III/15 pal. Dowódcą odcinka mianowano szefa sztabu 15 DP ppłk. dypl. Józefa Drotlewa. Od rana 5 września 15 DP organizowała w swoim pasie obrony stanowiska obronne. 62 pp obsadził: I/62 pp w rejonie lasu Emilianowo na pododcinku szosa z Bydgoszczy do Wypalenisk-wzgórza przy Jeziorze Jezuickim. II/62 pp pododcinek Piecki-Łążyn. Za II batalionem ugrupował się w drugim rzucie III/62 pp. Na przedpolu II/62 pp na skraju lasu Kujawskiego zajęła stanowiska obronne 2 kompania km (bez plutonu) 6 bkm i br.tow. dowództwo pułku stało w zachodniej części Łążyna. III/15 pal zajął stanowiska ogniowe na skraju polany leśnej w rejonie wsi Kabat. Na rozkaz dowódcy 62 pp dowódca III batalionu w nocy 5/6 września wysłał oddział rozpoznawczy celem ustalenia sił niemieckich na przedpolu pułku. Rozpoznający pododdział w rejonie Bilica-Nowa Rupnica po wyjściu z lasu natknął się na oddziały niemieckie i został ostrzelany silnym ogniem broni maszynowej, w trakcie walki poległ dowódca 9 kompanii strzeleckiej por. Augustyn Westphal. Pododdział powrócił na stanowiska wyjściowe.
6 września od godzin porannych niemiecka 50 DP rozpoczęła natarcie na stanowiska 15 DP. Na odcinku „Środkowym” na stanowiska 62 pp natarcie prowadził niemiecki 122 pp, był skutecznie opóźniany przez wysunięte pododdziały i placówki. O godz.15.00 skuteczny ostrzał 9 baterii haubic 15 pal w rejonie wsi Piecki opóźnił marsz niemieckiej straży przedniej. O godz.16.00 niemieckie natarcie wyszło na stanowiska I batalionu z rejonu Emilianowa, początkowo niemieckie natarcie wykorzystując zalesiony teren wdarło się na stanowiska I batalionu. Zdecydowany kontratak wyprowadzony o godz. 17.00 przez 3 kompanię strzelecką z plutonem ckm doprowadziło do odrzucenia niemieckiej piechoty. Pierwszorzutowe bataliony do zmroku odpierały z powodzeniem niemieckie natarcia. Po zmroku dla sprawnego oderwania się I i II batalionów, odwodowa 8 kompania strzelecka wykonała natarcie na niemieckie pozycje, po czym wycofała się na stanowiska wyjściowe.

#### Walki odwrotowe na Kujawach
Po raz drugi w nocy z 6 na 7 września na rozkaz dowódcy Armii „Pomorze” gen. dyw. Władysława Bortnowskiego 15 DP oderwała się od wroga i ruszyła lewym brzegiem Wisły w stronę Sochaczewa i Warszawy. Marszruta dywizji wiodła przez: Dąbrowę Wielką, Gniewkowiec, Broniewo, Rojewo, Płonkowo, docierając po południu 7 września w okolice Gniewkowa. 62 pp zatrzymał się na postój ubezpieczony: I batalion dwór Ostrowo, II batalion osada Lipie, a III batalion w mieście Gniewkowo. Dowództwo pułku stanęło na postój w Bobolinie. Do pułku dołączył batalion marszowy 62 pp, który został rozdzielony w skład batalionów piechoty pułku. Nocą 7/8 września 62 pp w składzie macierzystej dywizji podjął dalszy marsz w kierunku Radziejowa Kujawskiego i Brześcia Kujawskiego, ze względu na znaczne zatłoczenie dróg, dopiero 8 września przed południem dywizja dotarła w rejon Kanału Parchańskiego i Bachorze. Kompania zwiadowców 62 pp rozpoznawała w kierunku Walentynowa. 62 pp zajął stanowiska obronne w rejonie Dąbrowy Biskupiej, gdzie I/62 pp zajął zachodnią część wsi Dąbrowa Biskupia, II/62 pp w Chlewiskach, III/62 pp we wsiach Chróstowo i Przybysław. Dowództwo pułku z pododdziałami specjalnymi w Walentynowie. Z uwagi na przygotowania Armii „Poznań” i części sił Armii „Pomorze” do działań zaczepnych nad rzeką Bzurą, część sił Armii „Pomorze”, w tym 15 DP miała osłonić tyły walczących nad Bzurą wojsk.
Zgodnie z dalszymi rozkazami w nocy 8/9 września 62 pp wzmocniony III/15 pal i 15 baterią motorową artylerii przeciwlotniczej podjął marsz w trzech kolumnach batalionowych. I kolumna przez kolonię Zakrzewo, Bachorza, Człopin, folwark Nagórki, folwark Kościelna Wieś. II kolumna przez folwark Zagajewice, folwark Miechowice, Jądrowice. III kolumna przez Sądzin, Dęby, Ułomie, Byczynę, Pilichowo, Osięciny, Redecz Krukowy. Kompania zwiadowców prowadziła rozpoznanie w kierunku Radziejowa Kujawskiego. Rano 9 września 15 DP zajęła stanowiska w pasie Brześć Kujawski-Lubraniec. 62 pp wsparty III/15 pal i 82 samodzielną kompanią km i br. tow. na odcinku Kąkowa Wola-Redecz Kalny. I batalion zajął obronę w Redeczu Kalnym, II batalion w Kąkowej Woli, III batalion w Krowicach, dowództwo pułku w Bielawie. Kolejnej nocy 15 DP podjęła dalszy marsz na południe. 62 pp wraz z III/15 pal podjął marsz o godz. 22.00 przez Sokołowo, folwark Tułowo, Marysin, folwark Wola Adamowa, Rzeżewo. Pluton pionierów miał zniszczyć mosty w Sokołowie i Turowie po przejściu polskich oddziałów. Rano 10 września I batalion zajął rejon Sobieszczany, II batalionem rejon Błędowo, a III batalion stanął w lesie koło Brzyszewa, dowództwo pułku wraz z plutonami specjalnymi stanęło w dworze Rzeżewo.
15 DP częścią sił zajęła obronę na odcinku Śmiłowice-Kuźnice pozostałą część dywizji przygotowała do wykonania natarcia w kierunku Lubrańca lub Brześcia Kujawskiego. Na bazie 62 pp zorganizowano zgrupowanie uderzeniowe dywizji mogące prowadzić działania zaczepne w każdym z tych kierunków. 62 pp wraz z 86 batalionem piechoty, batalionem ON „Bydgoszcz” oraz z 82 samodzielną kompanią km i br. tow. ześrodkował się w rejonie Grabkowo-Czerniewice-Pustki Wilkowskie-Szczutkowo-Kępka Szlachecka, gdzie oczekiwał w gotowości do działań ofensywnych. Podstawy wyjściowe do natarcia zostały wyznaczone na rubież Pustki Wilkowskie-dwór Czerniewice. III/15 pal i 15 dac zostały wyznaczone jako grupa artyleryjska ogólnego wsparcia dla zgrupowania 62 pp. 11 września od świtu poszczególne bataliony pułku zajęły rejony: I/62 pp Pustki Wilkowieckie, II/62 pp Czerniewice-Grabkowo, III/62 pp Kępka Szlachecka-Szczutkowo. 82 skkm i br. tow. w dworze Szczutkowo, a dowództwo pułku w Szczutkowie. O godz. 13.30 62 pp otrzymał rozkaz wykonania wypadu na kierunku Nakonowo-Gołaszewo. Natarcie ruszyło z podstaw wyjściowych po wykonanym przez III/15 pal bez 9 baterii haubic przygotowaniu artyleryjskim ataku, 62 pp opanował rejon wzg.99,0, Świerkowo, doszedł do rubieży Nakonowo-Gołaszewo atakując przegrupujący się niemiecki dywizjon artylerii ciężkiej. W nocy 11/12 września 62 pp przegrupował się w rejon Unisławic, I batalion zajął rejon Dobrulewic, II batalion do Grabkowa, III batalion do Modliborza, dowództwo pułku w Unisławicach. 12 września wieczorem większość 15 DP odeszła do okolic Strzelce przez Łanięta. Na miejscu pozostał Oddział Wydzielony w składzie zgrupowania 62 pp.
W skład OW ppłk. Kazimierza Heilmana-Rawicza wszedł w pełnym składzie 62 pp, 86 bp i batalion ON „Bydgoszcz” oraz II dywizjon 15 pal. Oddział podporządkowany został bezpośrednio pod dowództwo Grupy Operacyjnej gen. Tokarzewskiego-Karaszewicza. 13 września rano OW był ugrupowany następująco: I/62 pp na odcinku Świątkowice-Grabkowo, II/62 pp na odcinku Grabkowo-stacja kolejowa Czerniewice, III/62 pp na lewym skrzydle w rejonie wsi Rzęgocin nad potokiem Lubieńka, kompania przeciwpancerna 62 pp w rejonie stacji kolejowej Czerniewice, 86 bp z 5 baterią 15 pal na pozycji osłonowej w Borzymiu, batalion ON „Bydgoszcz” w odwodzie. Rano 13 września na przedpolu I/62 pp pojawiły się niemieckie oddziały rozpoznawcze z 50 DP, które odrzucono ostrzałem 4/15 pal. O godz.10.00 niemiecka piechota ze 123 pp zaatakowała stanowiska obronne I i II batalionów 62 pp kierując główne natarcie w rejon Grabkowa, niemieckie natarcie zostało załamane dzięki efektywnemu wsparciu 4 i 6 baterii 15 pal. Drugie natarcie niemieckie przeprowadzone zostało o godz.14.00 siłami 122 pp i 123 pp wzmocnionych artylerią i wozami pancernymi. Niemiecki 123 pp przełamał obronę II batalionu 62 pp w rejonie stacji kolejowej Czerniewice. Wdarł się w głąb obrony batalionu. Do walki został ściągnięty przybyły rano spod Szczytna 86 batalion piechoty. 86 bp wsparty 82 skkm i br. tow. oraz ogniem 5 baterii 15 pal zatrzymał niemieckie natarcie, a następnie odrzucił je na podstawy wyjściowe. O godz.15.00 niemiecki 123 pp przeprowadził natarcie wzdłuż toru kolejowego w kierunku północnej części Grabkowa, które zostało zatrzymane ogniem 4 i 5 baterii 15 pal. Po załamaniu się tego natarcia strona niemiecka przystąpiła do bombardowania przez niemieckie lotnictwo pozycji 62 pp. Po ustaniu ataków lotnictwa niemieckiego do natarcia przeszedł odwodowy 121 pp z niemieckiej 50 DP. Jego natarcie zostało zatrzymane przez II/62 i 86 bp. Z uwagi na planowane działania 15 DP wobec niemieckiego przyczółka pod Płockiem, zgrupowanie 62 pp otrzymało zadanie dołączenia do sił głównych dywizji.
O godz. 22.00 OW ppłk. Heilmana-Rawicza wyruszył trasą Kłóbka, dwór Pomorzany, Sokołów do lasów na północ i południe od wsi Lubieniek. 14 września rano OW dotarł do okolic Szczawina Kościelnego, I/62 stanął w rejonie Waliszewa zamykając kierunek na Gąbin, II/62 pp stanął we wsi Jesionka dozorując Las Helenów, III/62 pp stanął we okolicach wsi Jankówka, kompania zwiadowców 62 pp dozorowała rejon na zachód od Szczawina Kościelnego, dowództwo pułku zajęło folwark Szczawin Kościelny. 86 bp maszerował poprzez Lubień Kujawski, Budy Kaleńskie osiągnął rejon Korzenia. Batalion ON „Bydgoszcz” wyszedł z podporządkowania OW i 15 DP, wszedł w skład zgrupowania ON podległej bezpośrednio GO gen. Tokarzewskiego-Karaszewicza.

#### Udział w bitwie nad Bzurą
W związku z wyznaczeniem części sił 15 DP do likwidacji przyczółka niemieckiej 3 DP pod Płockiem, 62 pp otrzymał rozkaz przejścia do lasu na północ od Gąbina. 15 września 62 pp zajął stanowiska obronne: I/62 pp w rejonie Koszelewa, II/62 pp w rejonie Topolna, III/62 pp w odwodzie w Topolnie, osłaniał tyły 15 DP. W związku ze zmianą koncepcji natarcia połączonych sił Armii „Poznań” i „Pomorze”, 15 DP otrzymała rozkaz przegrupowania się w rejon Bud Starych. 15 września 62 pp wzmocniony 82 skkm i br. tow. i kompanią saperów z 15 b sap, stanowił odwód dowódcy 15 DP. W nocy 15/16 września 62 pp został przewieziony transportem samochodowym poprzez Topolno, Sanniki, Giżyce, Ruszki, Młodzieszyn. 16 września o godz.7.00 62 pp dojechał do lasów na północ od Białej Góry. Stanął na postój ubezpieczony I/62 pp w lesie Radziwiłłka, II/62 w pobliżu Białej Góry, III/62 pp na południe od Młodzieszyna ubezpieczając kierunek na Ruszki, dowództwo pułku w lesie Radziwiłłka. Wkrótce rozkazem dowódcy 15 DP II/62 pp wraz z 3/15 pal został wysłany na wschodni brzeg rzeki Bzury. W trakcie marszu otrzymał rozkaz zajęcia obrony na zachodnim brzegu rzeki na odcinku Biała Góra-wzg.83,4 tym samym zamknął przeprawę na zachodnim brzegu w rejonie Brochowa. Do zmroku 16 września II batalion odparł kilkakrotne natarcia niemieckiej piechoty wspartej czołgami, unieruchamiając kilka pojazdów. Kompania zwiadowców 62 pp prowadziła rozpoznanie przepraw przez Bzurę.
W nocy 16/17 września przez przeprawę na Bzurze pod Witkowicami przeszedł III/62 pp, a następnie I/62 pp. O świcie 17 września oba bataliony zajęły obronę w Brochowie. O godz.7.00 62 pp bez II/62 pp otrzymał rozkaz gen. bryg. Zdzisława Przyjałkowskiego wykonania natarcia z Brochowa na Wólkę Smolaną. Natarcie pułku zostało zatrzymane przez oddziały niemieckie przed lasem Wólka Aleksandrowska, niemieckie przeciwuderzenia zmusiły pułk do przejścia do obrony. I/62 pp zorganizował obronę w Wólce Smolanej, III/62 pp w lesie koło Lasocina. O godz.10.00 na styk III/62 pp i 61 pułku piechoty wyszło natarcie niemieckie zatrzymane w ogniu broni maszynowej. O godz.13.00 na obronę 62 pp i 61 pp po silnym ostrzale artylerii niemieckiej i nalocie lotniczym wyszło natarcie piechoty niemieckiej wspartej czołgami I batalionu 36 pułku czołgów z 4 Dywizji Pancernej. Natarcie niemieckie zostało odparte przy dużych stratach własnych w szeregach obu pułków. Obronę 62 pp wspierała 9 bateria haubic 15 pal. Około godz.15.00 rozpoczęło się niemieckie trzecie natarcie, które przełamało obronę na styku III/62 pp i 61 pp, pod naporem niemieckiej piechoty i czołgów 62 pp bez II/62 pp rozpoczął odwrót w kierunku Brochowa. O godz.16.00 niemieckie uderzenie piechoty i czołgów oskrzydlające z rejonu Janowa zmusiło do wycofania się z Brochowa 62 pp w kierunku północno wschodnim, w głąb Puszczy Kampinoskiej. 62 pp w trakcie ciężkich walk poniósł bardzo duże straty. Wśród poległych znalazł się dowódca III/62 pp mjr Stanisław Liszka.
II batalion 62 pp przez cały dzień utrzymywał obronę na pozycji ryglowej Biała Góra-wzg.83,4. Po zmierzchu po opanowaniu przez oddziały niemieckie Brochowa II/62 pp wycofał się w kierunku Witkowic. Nocą 18 września o godz.2.00 batalion przeprawił się przez Bzurę w bród w pobliżu Witkowic, pomaszerował w kierunku Kromnowa. W rejonie Kromnowa II batalion rozbił niemiecki oddział piechoty. Następnie na linii kolejki wąskotorowej II/62 pp odrzucił niemieckie czołgi usiłujące zatrzymać dalszy marsz. Po otwarciu drogi batalion pomaszerował w głąb Puszczy Kampinoskiej. Ranny został mjr Wojciech Gniadek, dowództwo objął czasowo por. Kazimierz Orłowski.

#### Walki odwrotowe w Puszczy Kampinoskiej
18 września od wczesnych godzin rannych pozostałość 62 pp wraz z pozostałościami 15 DP zbierały się w rejonie Myszory, Famułki Królewskie następnie wyruszyły północnym skrajem Puszczy Kampinoskiej wzdłuż torów kolejki wąskotorowej Tułowice-Rybitew. W rejonie Polesia oddziały te stoczyły walkę na umocnionej linii obrony niemieckiego 12 pp. Po kilku nieudanych próbach jej przełamania, w południe oddziały przerwały walkę i obeszły niemieckie linie obronne, doszły do rejonu Cybulic, gdzie późnym popołudniem zatrzymały się. Popołudniem w rejon Polesia Starego dotarł II/62 pp i dołączył do walczących tam z niemieckim 12 pp oddziałów. II batalion rozwinął do natarcia 4 i 5 kompanie strzeleckie równolegle do torów kolejki i drogi. Flankowy ostrzał pododdziałów niemieckich spowodował znaczne straty. Sukces przyniosło natarcie odwodowej 6 kompanii strzeleckiej na lewym skrzydle batalionu. Natarcie spowodowało wycofanie się piechoty niemieckiej z odcinka natarcia batalionu, który całością sił przedarł się przez niemiecką zaporę. II/62 pp dotarł do Modlina skąd wzdłuż Wisły przemaszerował w kierunku lasu palmirskiego. Wieczorem oddziały 15 DP podjęły marsz do lasów palmirskich na północny zachód od Sierakowa.
19 września w godzinach popołudniowych po marszu poprzez Małocice, Adamówek zgrupowanie 15 DP dotarło w rejon leśniczówki Pociecha. W tym miejscu dywizja jak i 62 pp porządkował swoje szeregi, dołączali żołnierze z 15 DP wcielano żołnierzy z innych oddziałów. Zreorganizowany 62 pp składał się z dwóch batalionów o niskich stanach osobowych. Wieczorem 15 DP otrzymała rozkaz od gen. dyw. Tadeusza Kutrzeby opanowania rejonu Mościska-Laski. 62 pp wszedł w skład kolumny sił głównych dywizji wraz z 59 pułkiem piechoty i resztkami 15 pal pod dowództwem szefa sztabu 15 DP ppłk. dypl. Józefa Drotlewa, poprzez Sieraków, Laski, Wólka Węglowa, Wawrzyszew. O świcie 20 września 62 pp podjął natarcie na Sieraków I batalionem pod dowództwem kpt. Jana Murkocińskiego na prawym skrzydle i III batalionem pod dowództwem por. Lucjana Kühna na lewym skrzydle pułku. W godzinach południowych 62 pp i 61 pp ze wsparciem 2 i 6 baterii 15 pal kontynuowały natarcie z Sierakowa na Laski. Natarcie pułku zatrzymało się na linii Laski-Wólka Węglowa broniony przez niemiecki 15 pp zmot. z 29 Dywizji Piechoty Zmotoryzowanej wspartych czołgami niemieckiej 1 Dywizji Lekkiej. I batalion 62 pp w natarciu dotarł do wylotu lasu naprzeciwko Mościsk, w tym rejonie został okrążony, a żołnierze batalionu dostali się do niemieckiej niewoli. Zgrupowanie przegrupowało się w kierunku Młocin, tam do 62 pp dołączył II batalion dowodzony przez mjr. Wojciecha Gniadka. 15 DP pod osłoną 25 Dywizji Piechoty przeszła pod ostrzałem niemieckiej artylerii na Bielany, a następnie do Wawrzyszewa.

#### Walki w obronie Warszawy
Od godzin porannych 21 września 15 DP zbierała się w Wawrzyszewie, II/62 osłaniał na zachód od Wawrzyszewa koncentrację i reorganizację dywizji. W nocy 21/22 września II/62 dokonał wyprzedzającego wypadu na pozycje niemieckie na zachód od Wawrzyszewa. 22 września pozostałość 15 DP bez 61 pp przeszły ulicami Warszawy w rejon cmentarzy Powązkowskiego i Ewangelickiego. 23 września uzupełniono 15 DP żołnierzami Armii „Pomorze”, którym udało się przedrzeć do Warszawy. 62 pp po reorganizacji w składzie dwóch batalionów, został skierowany do odwodu i zakwaterowany koło szkoły przy ul. Okopowej. 25 września wieczorem przeszedł na pododcinek „Południe” (Mokotów) w rejon Belwederu, gdzie zajął stanowiska w II rzucie obrony. W godzinach nocnych 26/27 września na ośrodek obrony „Sielce” niemiecka piechota podjęła natarcie, do walki wprowadzony został II/62 pp, który w ciężkich walkach powstrzymał niemieckie natarcie w rejonie ul. Belwederskiej. Szczególnie ciężkie walki stoczyła 6 kompania strzelecka kontratakując przy ul. Dolnej 62. Pułk poniósł znaczne straty, poległo wielu żołnierzy wśród nich por. Zbigniew Hołyszewski i por. Tomasz Sobański. 27 września o godz.12.00 nastąpiło zawieszeni broni, a 28 września o godz.13.00 podpisano kapitulację garnizonu Warszawy. Po południu 62 pp przeszedł na Czerniaków w rejon ulic Chełmska, Czerniakowska, Belwederska, Kaszubska. Sporządzano listy, wydawano legitymacje i zaświadczenia, przeprowadzono apele i uroczystą zbiórkę. Złożono sprzęt i uzbrojenie. 30 września o godz.20.00 62 pp w kolumnie marszowej 15 DP wyszedł z Warszawy. Trasą poprzez Blizne, Chrzanów Nowy, Ożarów, Błonie, Sochaczew, Łowicz przeszedł w rejon jenieckich obozów przejściowych. Straty 62 pp w kampanii 1939 r. zamknęły się liczbą 21 oficerów około 635 szeregowych poległych oraz rannych około 990 rannych żołnierzy.

### Oddział Zbierania Nadwyżek 62 pp
Po zmobilizowaniu przewidzianych planem oddziałów i pododdziałów na skutek wzorowego stawiennictwa rezerwistów, pozostały znaczne nadwyżki zasobów zmobilizowanych żołnierzy. 27 sierpnia zmobilizowane z kadry 62 pp i rezerwistów nadwyżki zebrane w OZN 62 pp pod dowództwem mjr. Mieczysława Makarewicza liczące ponad 600 żołnierzy odjechały transportem kolejowym do miejsca formowania Ośrodka Zapasowego 15 Dywizji Piechoty w Sandomierzu. Transport ten przybył 30 sierpnia do Sandomierza i został rozmieszczony w Wielowsi koło Sandomierza. Od 30 sierpnia do 6 września przystąpiono pod kierownictwem dowódcy OZ 15 DP ppłk. Józefa Wyziny i jego personelu przybyłego w tym samym czasie do Sandomierza, prace organizacyjne. Z chwilą ogłoszenia mobilizacji powszechnej do OZ 15 DP przybyli dalsi rezerwiści z przydziałami do tej jednostki. Rozpoczęto ich wyposażanie w mundury, sprzęt i uzbrojenie. Dalszy napływ rezerwistów do koszar w Bydgoszczy, po ogłoszeniu mobilizacji powszechnej pozwolił zebrać dalsze nadwyżki. Nadwyżki te uformowane przez ppłk. Stanisława Boehma w batalion nadwyżek, którego dowództwo objął kpt. Kazimierz Rogoziewicz. Batalion nadwyżek 62 pp kpt. Rogoziewicza, któremu towarzyszył ppłk Boehm wymaszerował w nocy 2/3 września z Bydgoszczy poprzez Solec Kujawski do Torunia. Skąd w trakcie dalszego marszu dotarł za Włocławek, następnie załadowany do pociągu przebył 50 kilometrów transportem kolejowym, jednak z uwagi na zniszczenie torów, podjął dalszy marz pieszy. 9 września dotarł do Sochaczewa, podczas przechodzenia przez most na rzece Bzura w Sochaczewie został ostrzelany z broni maszynowej i przez artylerię niemiecką, uległ częściowemu rozbiciu. Część batalionu wraz z ppłk. Stanisławem Boehmem przeszła przez most i miasto i dołączyła do OZ 15 DP. Pozostała część batalionu zebrała się w lasach na północ od Sochaczewa, następnie po przeprawie przez Bzurę przedarła się przez Puszczę Kampinoska do Warszawy. W oparciu głównie o OZN 62 pp wchodzący w skład OZ 15 DP znajdujący się w Sandomierzu i okolicach oraz zmobilizowanych na miejscu rezerwistów, sformowano dwa bataliony piechoty pod dowództwem mjr. Kazimierza Kruczkowskiego i ppłk. Józefa Wyziny. Bataliony te weszły w skład Grupy „Sandomierz” pod dowództwem ppłk. Antoniego Sikorskiego. Szczegółowy opis działań bojowych tych batalionów znajduje się w artykule Ośrodek Zapasowy 15 Dywizji Piechoty.       
Wycofujące się pozostałości OZ 15 DP zostały uzupełnione przez przyprowadzoną przez ppłk. Boehema część batalionu nadwyżek 62 pp, który objął dowództwo OZ 15 DP, a także dołączyły OZN 61 pp i nadwyżkowa kompania gospodarcza 59 pp. Z posiadanych zasobów sformowano 14 września batalion piechoty kpt. Józefa Walusza, który wszedł w skład 2 rezerwowego pułku piechoty, XXIX Brygady Piechoty rez. Następnie 16 września sformowano w OZ 15 DP część batalionu piechoty „Kraków” pod dowództwem kpt. Adama Szczybalskiego, który wszedł w skład piechoty Grupy „Dubno” płk. Stefana Hanki-Kuleszy. Po agresji sowieckiej pozostałość OZ 15 DP pod dowództwem ppłk. Boehema powróciła spod Włodzimierza Wołyńskiego na teren Lubelszczyzny. 29 września znajdujący się między Lublinem, a Kraśnikiem oddział pozostałości OZ 15 DP został rozwiązany. Ostatnia grupa żołnierzy nadwyżek 62 pp na czele z ppłk. Stanisławem Boehmem została wzięta do niewoli niemieckiej 30 września we wsi Szczuczki pod Lublinem. 
| Struktura organizacyjna i obsada personalna we wrześniu 1939 | Struktura organizacyjna i obsada personalna we wrześniu 1939 | Struktura organizacyjna i obsada personalna we wrześniu 1939 |  |
| Stanowisko                                                   | Stopień, imię i nazwisko                                     | Uwagi                                                        |  |
| ------------------------------------------------------------ | ------------------------------------------------------------ | ------------------------------------------------------------ |  |
| dowódca pułku                                                | ppłk piech. Kazimierz Heilman-Rawicz                         |                                                              |  |
| I adiutant                                                   | kpt. Bolesław Rassalski                                      | 20 IX ranny w Wólce Węglowej                                 |  |
| II adiutant                                                  | kpt. Wojciech Adam Nowak                                     |                                                              |  |
| oficer informacyjny                                          | ppor. Józef Andrzejewski                                     |                                                              |  |
| oficer łączności                                             | kpt. piech. Stanisław Stawski                                |                                                              |  |
| oficer łącznikowy do 15 DP                                   | ppor. Adam Kosicki                                           |                                                              |  |
| kierownik kancelarii                                         | ppor. rez. Wacław Nalaszek                                   |                                                              |  |
| Organa kwatermistrzowskie jednostek pozabatalionowych        |                                                              |                                                              |  |
| kwatermistrz                                                 | kpt. Jan Murkociński                                         |                                                              |  |
| oficer płatnik                                               | por. rez. Florian Ignacy Janicki                             |                                                              |  |
| oficer żywnościowy                                           | por. rez. Jan Pisula                                         |                                                              |  |
| naczelny lekarz                                              | mjr lek. Jerzy Zygmunt Suwiński                              |                                                              |  |
| kapelmistrz                                                  | kpt. Stanisław Grabowski                                     |                                                              |  |
| kapelan                                                      | ks. kpl. Franciszek Dachtera                                 |                                                              |  |
| oficer broni (zbrojmistrz)                                   | st. majster Franciszek Grabios                               |                                                              |  |
| dowódca kompanii gospodarczej                                | por. Wojciech Kiss-Orski                                     |                                                              |  |
| szef kompanii gospodarczej                                   | st. sierż. Fl. Kubicki                                       |                                                              |  |
| zastępca dowódcy taboru                                      | plut. M. Żywiołowski                                         |                                                              |  |
| I batalion                                                   |                                                              |                                                              |  |
| dowódca batalionu                                            | kpt. Władysław Liniarski kpt. Jan Murkociński                | 19 IX kontuzjowany, wzięty do niewoli (od 20 IX1939)         |  |
| adiutant batalionu                                           | ppor. Józef Rusinek                                          |                                                              |  |
| dowódca plutonu łączności                                    | pchor. Tadeusz Pawlak                                        |                                                              |  |
| oficer płatnik                                               | ppor. rez. Henryk Waciński                                   |                                                              |  |
| oficer żywnościowy                                           | ppor. rez. Jan Palmowski                                     |                                                              |  |
| lekarz batalionu                                             | ppor. lek. Gmerek                                            |                                                              |  |
| dowódca 1 kompanii strzeleckiej                              | por. Kazimierz Bronisław Ortyl                               |                                                              |  |
| dowódca I plutonu                                            | ppor. Sylwester Sobociński                                   |                                                              |  |
| dowódca II plutonu                                           | por. Leon Mrugowski                                          |                                                              |  |
| dowódca III plutonu                                          | ppor. Jan Murach                                             |                                                              |  |
| dowódca 2 kompanii strzeleckiej                              | ppor. Mieczysław Wieczorek                                   |                                                              |  |
| dowódca I plutonu                                            | ppor. Edmund Nowak                                           |                                                              |  |
| dowódca II plutonu                                           | ppor. Bronisław Wojtynowski                                  |                                                              |  |
| dowódca III plutonu                                          | ppor. Zdzisław Wiśniewski                                    |                                                              |  |
| dowódca 3 kompanii strzeleckiej                              | por. Czesław Wachowicz                                       |                                                              |  |
| dowódca I plutonu                                            | ppor. Michał Ekert                                           |                                                              |  |
| dowódca II plutonu                                           | ppor. Jan Machnik                                            |                                                              |  |
| dowódca III plutonu                                          | ppor. Karol Szczynialski                                     |                                                              |  |
| dowódca 1 kompanii ckm                                       | kpt. Bronisław Brzeziński                                    |                                                              |  |
| dowódca I plutonu                                            | ppor. Wacław Milczarek                                       |                                                              |  |
| dowódca II plutonu                                           | ppor. Czesław Bartkowiak                                     |                                                              |  |
| dowódca III plutonu                                          | ppor. Stefan Jędrzejewski                                    |                                                              |  |
| dowódca IV plutonu (taczanki)                                | por. Tadeusz Dydyński                                        |                                                              |  |
| dowódca plutonu moździerzy                                   | ppor. Alfred Janowski                                        |                                                              |  |
| II batalion                                                  |                                                              |                                                              |  |
| dowódca batalionu                                            | mjr Wojciech Gniadek por. Kazimierz Orłowski                 | (do 18 IX 1939 ranny)(od 20 IX 1939) (18-19 IX 1939)         |  |
| adiutant batalionu                                           | por. Ludwik Matuszewski                                      |                                                              |  |
| dowódca plutonu łączności                                    | ppor. Jan Brzozowski                                         |                                                              |  |
| oficer płatnik                                               | ppor. Wincenty Kwiatkowski                                   |                                                              |  |
| oficer żywnościowy                                           | ppor. Czesław Łaniewski                                      |                                                              |  |
| lekarz batalionu                                             | pchor. lek. Edmund Zwiński                                   |                                                              |  |
| dowódca 4 kompanii strzeleckiej                              | por. Aleksander Braciszewicz                                 |                                                              |  |
| dowódca I plutonu                                            | ppor. Antoni Nowak                                           |                                                              |  |
| dowódca II plutonu                                           | ppor. Józef Godek                                            |                                                              |  |
| dowódca III plutonu                                          | ppor. Józef Kłysz                                            |                                                              |  |
| dowódca 5 kompanii strzeleckiej                              | por. rez. Bronisław Pszczółkowski                            |                                                              |  |
| dowódca I plutonu                                            | ppor. Lucjan Matuszak                                        |                                                              |  |
| dowódca II plutonu                                           | ppor. Jan Wrzesiński                                         |                                                              |  |
| dowódca III plutonu                                          | ppor. Marian Pankowski                                       |                                                              |  |
| dowódca 6 kompanii strzeleckiej                              | por. Zbigniew Hołyszewski                                    | (+27 IX 1939)                                                |  |
| dowódca I plutonu                                            | ppor. Jan Kościelny                                          |                                                              |  |
| dowódca II plutonu                                           | ppor. Henryk Rasz-Brzeski                                    |                                                              |  |
| dowódca III plutonu                                          | por. Roman Szymałka                                          |                                                              |  |
| dowódca 2 kompanii ckm                                       | por. Kazimierz Stefan Orłowski                               |                                                              |  |
| dowódca I plutonu                                            | ppor. Bolesław Gawroński                                     |                                                              |  |
| dowódca II plutonu                                           | ppor. Brunon Grajewski                                       |                                                              |  |
| dowódca III plutonu                                          | st. sierż. Wiktor Szczęch                                    |                                                              |  |
| dowódca IV plutonu (taczanki)                                | ppor. Stanisław Goździk                                      |                                                              |  |
| dowódca plutonu moździerzy                                   | ppor. Władysław Kostka                                       |                                                              |  |
| III batalion                                                 |                                                              |                                                              |  |
| dowódca batalionu                                            | mjr Stanisław Liszka por. Lucjan Kühn                        | (+17 IX 1939) (od 17 IX 1939)                                |  |
| adiutant batalionu                                           | ppor. Ignacy Król                                            |                                                              |  |
| oficer płatnik                                               | ppor. Wiliński                                               |                                                              |  |
| dowódca 7 kompanii strzeleckiej                              | por. Jan Czesław Jeżewski                                    |                                                              |  |
| dowódca I plutonu                                            | ppor. Leon Spychała                                          |                                                              |  |
| dowódca II plutonu                                           | ppor. Florian Malchrowicz                                    |                                                              |  |
| dowódca III plutonu                                          | ppor. Alfred Markiewicz                                      |                                                              |  |
| dowódca 8 kompanii strzeleckiej                              | por. rez. Wiktor Stanisław Dębicki                           |                                                              |  |
| dowódca I plutonu                                            | ppor. Kazimierz Piątkowski                                   |                                                              |  |
| dowódca II plutonu                                           | ppor. Daniel Kozak                                           |                                                              |  |
| dowódca III plutonu                                          | ppor. Witold Zbychorski                                      |                                                              |  |
| dowódca 9 kompanii strzeleckiej                              | por. Brunon Józef Westphal                                   | (+6 IX 1939)                                                 |  |
| dowódca I plutonu                                            | por. Franciszek Małek                                        |                                                              |  |
| dowódca II plutonu                                           | ppor. Jerzy Wiese                                            |                                                              |  |
| dowódca III plutonu                                          | ppor. Zygmunt Omilianowski                                   |                                                              |  |
| dowódca 3 kompanii ckm                                       | por. Lucjan Kühn                                             |                                                              |  |
| dowódca I plutonu                                            | ppor. Paweł Szajkowski                                       |                                                              |  |
| dowódca II plutonu                                           | ppor. Kurt Klonecki                                          |                                                              |  |
| dowódca III plutonu                                          | ppor. Franciszek Baron                                       |                                                              |  |
| dowódca IV plutonu (taczanki)                                | ppor. Kazimierz Rozciszewski                                 |                                                              |  |
| dowódca plutonu moździerzy                                   | ppor. Stefan Marcinkowski                                    |                                                              |  |
| Pododdziały specjalne                                        |                                                              |                                                              |  |
| dowódca kompanii zwiadu                                      | ppor. piech. Jan Stachowiak                                  |                                                              |  |
| dowódca plutonu zwiadu konnego                               | ppor. rez. Jan Winnicki                                      |                                                              |  |
| dowódca plutonu kolarzy                                      | ppor. rez. Saski                                             |                                                              |  |
| dowódca kompanii ppanc                                       | ppor. Łukasz Ciepliński                                      |                                                              |  |
| dowódca plutonu                                              | ppor. Wojek                                                  |                                                              |  |
| dowódca plutonu                                              | st. sierż. Tomasz Kędzierski                                 |                                                              |  |
| dowódca plutonu                                              | plut. Czesław Ciesielski                                     |                                                              |  |
| dowódca plutonu artylerii piechoty                           | kpt. Jan Henryk Rysy                                         |                                                              |  |
| dowódca plutonu pionierów                                    | ppor. rez. piech. Józef Trojański                            |                                                              |  |
| dowódca plutonu łączności                                    | st. sierż. Wiktor Kosmowski                                  |                                                              |  |
| dowódca plutonu pgaz.                                        | ppor. rez. Kazimierz Kasprzycki                              |                                                              |  |
| Batalion marszowy 62 pp                                      |                                                              |                                                              |  |
| dowódca batalionu                                            | kpt. Aleksander Mamunow                                      |                                                              |  |
| adiutant batalionu                                           | ppor. Feliks Bartoszewicz                                    |                                                              |  |
| dowódca 1 kompanii strzeleckiej                              | por. Edmund Markiewicz                                       |                                                              |  |
| dowódca I plutonu                                            | por. Tomasz Sobański                                         | (+27 IX 1939)                                                |  |
| dowódca II plutonu                                           | ppor. Henryk Wiśniewski                                      |                                                              |  |
| dowódca 2 kompanii strzeleckiej                              | por. Jan Miszkuro                                            |                                                              |  |
| dowódca I plutonu                                            | por. Józef Duczmal                                           |                                                              |  |
| dowódca II plutonu                                           | ppor. Edmund Podemski                                        |                                                              |  |
| dowódca 3 kompanii strzeleckiej                              | por. Jan Lubiński                                            |                                                              |  |
| dowódca I plutonu                                            | ppor. Stanisław Janiszewski                                  |                                                              |  |
| dowódca II plutonu                                           | ppor. Konrad Markiewicz                                      |                                                              |  |
| dowódca III plutonu                                          | ppor. Roman Zys                                              |                                                              |  |
| dowódca kompanii ckm                                         | ppor. Edward Kraśkiewicz                                     |                                                              |  |
| dowódca I plutonu                                            | ppor. Józef Machuta                                          |                                                              |  |
| dowódca II plutonu                                           | ppor. Piotr Gibas                                            |                                                              |  |
| dowódca III plutonu                                          | ppor. Raczymowski                                            |                                                              |  |
| dowódca plutonu specjalnego                                  | ppor. Henryk Misterek                                        |                                                              |  |

## Symbole pułku

### Sztandar
15 lipca 1924 roku Prezydent RP zatwierdził wzór chorągwi 62 pp. 4 sierpnia 1924 roku Prezydent RP Stanisław Wojciechowski wręczył pułkowi chorągiew ufundowaną przez społeczeństwo Bydgoszczy i powiatu bydgoskiego.
Na prawej stronie płata znajdował się amarantowy krzyż, w środku którego wyhaftowano orła w wieńcu laurowym. Na białych polach, pomiędzy ramionami krzyża, znajdowały się liczby 62 w wieńcach laurowych.

Na lewej stronie płata sztandarowego, pośrodku krzyża kawaleryjskiego znajdował się wieniec taki sam jak po stronie prawej, a w wieńcu trzywierszowy napis „HONOR I OJCZYZNA”. W rogach sztandaru, w mniejszych wieńcach umieszczone były na tarczach:
- w prawym górnym – na czerwonej tarczy orzeł biały
- w lewy górnym – herb Bydgoszczy
- w prawym dolnym – wizerunek Matki Boskiej Częstochowskiej
- w lewym dolnym – herb Zambrowa

Na ramionach krzyża znajdują się napisy przypominające miejsca związane z historią pułku:
- na górnym: "POZNAŃ 28. XII. 1918 r. KIJÓW 8. V. 1920 r. WARSZAWA od 11. VIII. Do 17. VIII. 1920"
- na dolnym: "KCYNIA-PATEREK od 25. I. do 18. IV. 1919 r. PLATERÓW-SARNAKI 1-5. VIII. 1920. JAŁÓWKA-SWISŁOCZ 17.-22. IX. 1920""
- na lewym: "RYNARZEWO do 14. I. do 24. I. 1919 r. KOZIATYN-PIKOWCE 27.-28. IV. 1920 GLINIANKA 17.-18. VIII. 1920."
- na prawym: "KOBYLA GÓRA 12. I. 1919 r. BERDYCZÓW 26. IV. 1920 R. ZAMBRÓW 20.VIII. 1920."

Przy sztandarze zamocowana była biało-czerwona szarfa z napisem upamiętniającym fundatorów sztandaru o treści: "Miasto Bydgoszcz swoim dzieciom okolice Bydgoszczy swoim dzieciom"
Od 28 stycznia 1938 roku chorągiew pułkowa zaczęła być oficjalnie nazywana sztandarem. Od 1971 roku sztandar znajduje się w Muzeum Wojska Polskiego w Warszawie.

### Odznaka pamiątkowa
30 grudnia 1924 roku Minister Spraw Wojskowych generał dywizji Władysław Sikorski zatwierdził odznakę 62 pp. Odznaka 49x49 mm ma kształt krzyża maltańskiego pokrytego białą emalią, jako element cnoty, męstwa i ofiarności stanu żołnierskiego złożonego na ołtarzu ojczyzny. W centrum krzyża granatowa tarcza z numerem „62”. Odznaka dwuczęściowa, wykonana w tombaku srebrzonym i złoconym. Odznaki były wykonywane w dwóch wersjach: oficerskiej (emaliowanej) i żołnierskiej. Autorem projektu odznaki był kpt. Jerzy Zaleski, a wykonawcą Wiktor Gontarczyk z Warszawy. Wykonawcą odznaki oficerskiej przekazanej do zbiorów Muzeum Wojska przez Gabinet MSWojsk. w 1925 r. był mistrz złotniczy i rytowniczy Paul Kinder z Bydgoszczy.

## Strzelcy wielkopolscy
Dowódcy pułku

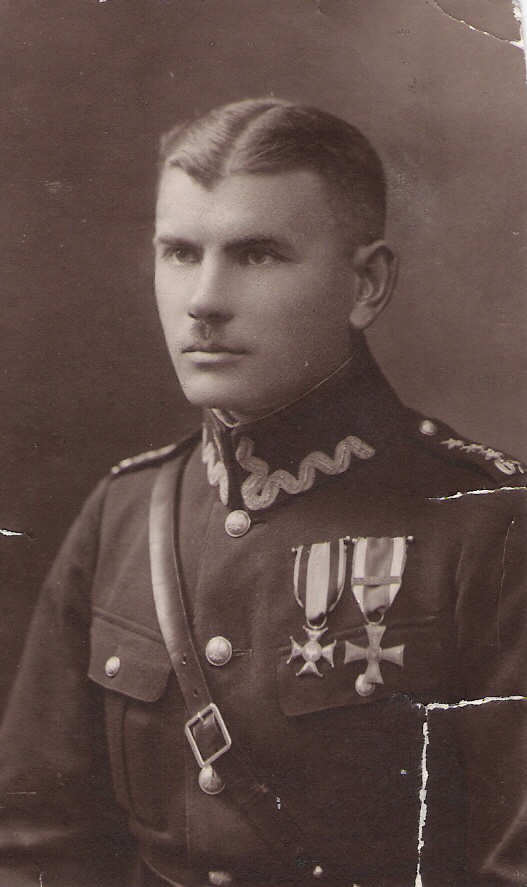
kpt. Edward Pawłowski – oficer pułku

- por. Ludwik Bociański (XI 1918 – 30 VI 1919)
- kpt. Mieczysław Paluch (1 VII - 23 X 1919)
- kpt. Jan Namysł (24 X 1919 – 12 I 1920)
- płk piech. Władysław Miszałowski (14 I - 4 VI 1919)
- płk piech. Bronisław Korczyc (5 – 16 VI 1919)
- ppłk piech. Władysław Grabowski (17 VI 1920 – 20 II 1928 → dowódca piechoty dywizyjnej 14 DP)
- ppłk SG / ppłk dypl. piech. Otton Czuruk (20 II 1928 – 23 XII 1929 → szef wydziału w Oddziale IV SG)
- ppłk / płk dypl. piech. Władysław Powierza (21 I 1930 – X 1936 → dowódca piechoty dywizyjnej 23 DP)
- ppłk piech. Kazimierz Heilman-Rawicz (X 1936 – 28 IX 1939)

Zastępcy dowódcy pułku (od 1938 roku - I zastępca dowódcy)
- mjr piech. Wacław Kostek-Biernacki (p.o. od 22 VII 1922 – ? → p.o. zastępcy dowódcy 4 pspodh)
- ppłk piech. Stanisław Tarczyński (do 21 VIII 1926 → dowódca 67 pp)
- ppłk SG Józef Ćwiertniak (20 X 1926 – 31 III 1927 → dowódca 12 pp)
- mjr / ppłk piech. Kazimierz II Sokołowski (5 V 1927 – 23 X 1931 → kierownik 7 Okręgowego Urzędu WFiPW[68])
- ppłk piech. Kazimierz Heilman-Rawicz (30 XI 1931 – X 1936 → dowódca 62 pp)
- ppłk piech. Jan Szewczyk (do 24 VIII 1939 → dowódca 208 pp[60][61][69])

II zastępcy dowódcy pułku - katermistrzowie
- ppłk piech. Stanisław Boehm (do 24 VIII 1939[61][69] → zastępca dowódcy OZ 15 DP)

### Żołnierze 62 pułku piechoty – ofiary zbrodni katyńskiej
Biogramy ofiar zbrodni katyńskiej znajdują się między innymi w bazach udostępnionych przez Ministerstwo Kultury i Dziedzictwa Narodowego oraz Muzeum Katyńskie.
| Nazwisko i imię    | stopień        | zawód        | miejsce pracy przed mobilizacją | zamordowany |
| ------------------ | -------------- | ------------ | ------------------------------- | ----------- |
| Bałka Franciszek   | kpt. w st. sp. |              |                                 | Charków     |
| Błęcki Jan Izydor  | por. rez.      | urzędnik     | Izba Skarbowa w Grudziądzu      | Charków     |
| Bartkowiak Czesław | ppor. rez.     |              | szkoły w Kcyni i Bydgoszczy     | Katyń       |
| Behrendt Alojzy    | ppor. rez.     | urzędnik     |                                 | Katyń       |
| Ciaputa Ludwik Jan | por. rez.      | nauczyciel   | szkoła w Bydgoszczy             | Charków     |
| Hoppe Edward       | ppor. rez.     | nauczyciel   | szkoła w Bydgoszczy             | Katyń       |
| Jarmark Walerian   | por. rez.      | nauczyciel   | szkoła powszechna               | Charków     |
| Loroch Piotr       | por. rez.      | nauczyciel   | Gimnazjum w Kościerzynie        | Katyń       |
| Łakota Kazimierz   | por. rez.      | prawnik, mgr |                                 | Charków     |
| Pękalski Marian    | ppor. rez.     | prawnik      | Dom Filatelistyczny w Poznaniu  | Katyń       |
| Pużanowski Witold  | ppor. rez.     |              |                                 | Katyń       |
| Rusinek Józef      | ppor. rez.     | nauczyciel   | szkoła w Nakle n. Notecią       | Katyń       |
| Staśkiewicz Edmund | ppor. rez.     | prawnik      |                                 | Charków     |
| Zyś Roman          | por. rez.      | nauczyciel   | szkoła w Bydgoszczy             | Charków     |

## Upamiętnienie
11 maja 2013 na terenie Wojewódzkiego Sztabu Wojskowego w Bydgoszczy przy ul. Warszawskiej odbyła się uroczystość odsłonięcia odrestaurowanej tablicy pamiątkowej z napisem: „Pamięci żołnierzy 62 pułku piechoty wielkopolskiej, którzy życie swe oddali za wolność Ojczyzny w latach 1939–1945. Tryszczyn Szczutki Bydgoszcz Piecki Grabkowo Góra Biała Brochów Witkowice Puszcza Kampinoska Laski Wawrzyszew Mokotów Warszawa. Koledzy broni”.